# Club Atlético Estudiantes
El Club Atlético Estudiantes, también conocido como Estudiantes de Buenos Aires o Estudiantes de Caseros, es un club deportivo argentino que tiene su sede social y polideportiva principal, así como también su asentamiento legal, en la Ciudad Autónoma de Buenos Aires; más exactamente en el barrio de Villa Devoto. Su estadio de fútbol principal se encuentra en Caseros, Tres de Febrero, en el Gran Buenos Aires. La actividad más importante es el fútbol, y su equipo participa en la Primera Nacional (segunda categoría del fútbol de Argentina), aunque también se practican otras disciplinas como acrobacia, aeróbica, aikido, ajedrez, boxeo, danza clásica, fútbol amateur, fútbol femenino, fútbol infantil, fútsal, gimnasia artística, balonmano, karate, kobudo, natación, patinaje artístico, taekwondo, vóley, yoga, zumba, entre otros. 
Fue fundado el 15 de agosto de 1898 por alumnos de los colegios Mariano Moreno y Nacional Buenos Aires, de allí su nombre, a fines del siglo XIX en la Ciudad de Buenos Aires, ubicándose su primer terreno en la Avenida Blandengues (hoy Avenida del Libertador) y la calle Oro, en el barrio de Palermo. En consecuencia, fue el primer club argentino llamado Estudiantes.
El Club Atlético Estudiantes para la década de 1920, se mudó al predio en donde hoy se cruzan las avenidas Figueroa Alcorta y Dorrego, para en 1931, mudarse hacia Desaguadero y José P. Varela, en el barrio de Villa Devoto, donde hoy en día se encuentra la sede principal del club. En 1963 inauguró su estadio de fútbol actual en la localidad de Caseros.
Debutó en Primera División en 1904 y fue animador permanente de los primeros torneos del fútbol argentino. Además, consiguió la Copa de Competencia Jockey Club de 1910, la cual fue oficializada por la AFA en 2013 y un segundo lugar en la Copa de Honor de 1906, 1909 y 1913 perdiendo las finales con Alumni, San Isidro y Racing, respectivamente. Durante la era amateur, también resultó subcampeón en dos oportunidades de Primera División en el Campeonato 1907 y en el Campeonato 1914, repitiendo el segundo puesto en la Copa Bullrich de 1903 y en la Copa de Competencia Jockey Club de 1911 siendo eliminado nuevamente por San Isidro. Por su parte, culminó tercero en el Campeonato 1905. Debido a sus brillantes resultados figura en la sexta colocación de la clasificación histórica amateur, solamente superado por los cinco grandes del fútbol argentino.
La entrada en vigencia del régimen profesional, lo condenó a relegar posiciones. Sin embargo, durante la década de 1970 peleó varios campeonatos para regresar a la élite del fútbol argentino, hasta que finalmente en 1977 ascendió a Primera División, disputando el Nacional 1977 y el Metropolitano 1978. Además, en la Copa Argentina 2012-13 tuvo una destacada participación, al ser vencido por San Lorenzo mediante penales en semifinales, instancia que alcanzó nuevamente en la edición 2018-19, esta vez siendo eliminado por River Plate, quien se consagró campeón de la misma.
El club posee una gran amistad con Argentino de Rosario y Montevideo Wanderers Fútbol Club. Su histórico rival es Almagro con quien disputa el clásico de Tres de febrero.
Entre los jugadores más destacados que han pasado por el club se encuentran: Patrick McCarthy, Maximiliano Susán, Oscar Ivanissevich, Constantino Urbieta Sosa, José Navarro Cánovas, Juan Carlos Bravo, Jorge Trezeguet, Oscar Fabbiani, Luis Landaburu, Roberto Osvaldo Díaz, José María Baldovino, Alberto Pafundi, Juan Guillermo, Eduardo Cicarello, Marcelo Vázquez, Néstor Scotta, Héctor Scotta, Javier González, Javier Cordone, Fabio Schiavi, Mario Aguilar, Ricardo Pereyra, Ezequiel Lavezzi, Pablo Mouche, Juan Martín, entre otros.

## Historia

### Comienzos

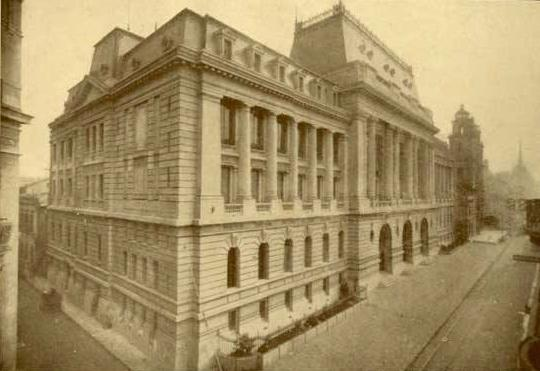
Fachada del Colegio Nacional de Buenos Aires, a principios del

Allá por 1897, el fútbol era en Buenos Aires un deporte practicado casi exclusivamente por aficionados ingleses que residían en la ciudad. La formación de un equipo integrado por mayoría de jugadores porteños requería en forma inevitable de la injerencia de alguno o algunos de esos inmigrantes. Esa que tres de ellos, apellidados Hansen, McCarthy y Fitz Simon, ejercieron para que una noche, a mediados de junio de ese año, un grupo de jóvenes estudiantes argentinos se les unieran en su propósito de formar un club, que recién quedó fundado "oficialmente" el 15 de agosto de 1898 y cuyo primer nombre fue el mismo que el del establecimiento al que sus flamantes socios asistían: el Colegio Nacional Sur.
Los jóvenes asimilaron con rapidez las lecciones de aquellos entusiastas ingleses, convirtiéndose bien pronto en hábiles jugadores. De Hansen aprendieron a gambetear, no sin antes provocarse varios esguinces. Del popular Paddy Mac Carthy, quien integraría también el equipo para adquirir luego gran importancia en el fútbol porteño como jugador y referí, el arte de desbordar por las puntas, que el ocasional "maestro" enseñaba trazando en las prácticas una línea imaginaria por donde debían correr los punteros. Por su parte, el más tarde distinguido Doctor Juan Fitz Simon, hijo del educador Santiago Fitz Simon, fue uno de los primeros presidentes del club e indicaba a los zagueros en qué posición debían ubicarse ante el avance de la delantera rival.
Casi lo mismo que los nuevos "cracks" demoraron en su aprendizaje tardó el club en cambiar su denominación original. Y es que, en 1899, todos creyeron que el nombre "Colegio Nacional Sur" era demasiado largo para ser coreado por los simpatizantes del barrio, que aumentaban día a día. Así se llegó a la conclusión de que la palabra "estudiantes" no solo reflejaba exactamente el carácter de la institución, sino que resultaba fácil y sonora a la vez para emplearla desde las tribunas como voz de aliento. Desde entonces, por ende, el Club Colegio Nacional Sur se llamó simplemente Club de los Estudiantes.

### La amistad con Wanderers
El 27 de agosto de 1903 Wanderers ya tenía un año de vida y había jugado en los campos de juego de la capital y del interior de Argentina. Precisamente la noche del 27 de agosto viajan a Buenos Aires a enfrentarse con una institución amiga: Estudiantes. Al regreso, se reúne la comisión directiva y sucede lo siguiente (extractos de informes de la Comisión directiva de Wanderers):

"Cabe consignar que el trato que hemos recibido fue realmente maravilloso Fueron tantas atenciones y gentilezas con que nos agasajó la gente de Estudiantes de Buenos Aires, que seguramente no podremos corresponderle en la forma que sería de desear. Hemos contraído una importante deuda de gratitud."
Sardeson.

"Cuando veníamos en el barco evocábamos precisamente esas atenciones, comentábamos que como consecuencia del partido que jugáramos con ellos aquí el 28 de junio, surgió la resolución de que los socios de ambos clubes lo fueran indistintamente para uno y otro Centro. Nosotros, ahora, después del match jugado en Buenos Aires, como prueba de adhesión y simpatía podríamos resolver la adopción de los mismos colores con que distinguen. Es decir la casaca a rayas verticales gruesas, blancas y negras."
Peixoto

"De aprobarse este temperamento, y yo lo apruebo, diríase para la posteridad que el cambio fue sin duda, el corolario de una muestra de camaradería. Que fue la consecuencia de una acción amistosa. Que fue por encima de todo, lo que ha surgido de aquello que ha sido y es constante preocupación de nuestro Montevideo Wanderers: hacer amigos. Y Estudiantes de Buenos Aires es realmente nuestro amigo."
Nicolich.

A Estudiantes y a Montevideo Wanderers los une la amistad entre clubes más antigua del fútbol mundial.
Nacida en agosto de 1903, lleva más de 100 años.

### Giras Nacionales

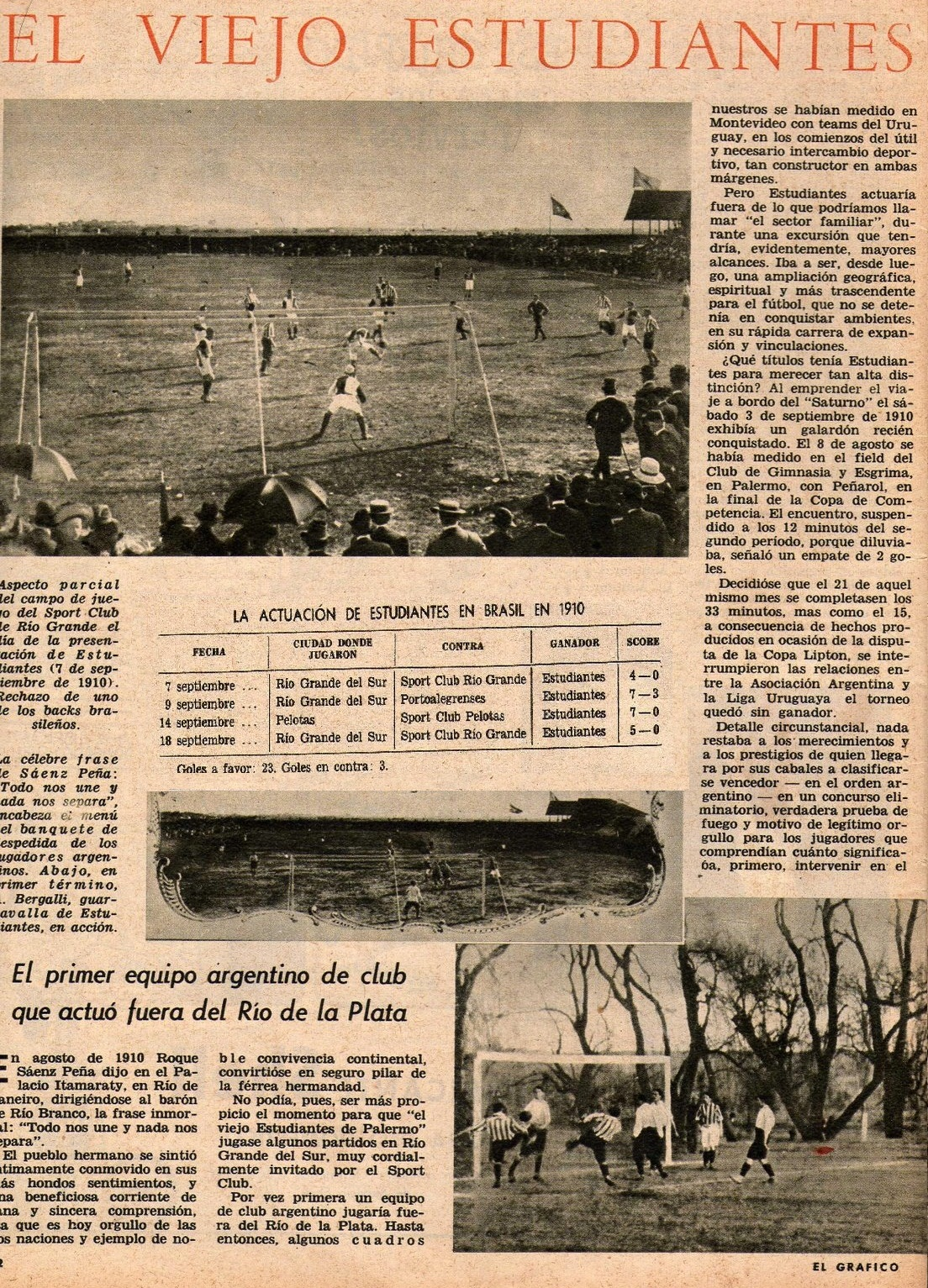
Nota publicada en la reconocida revista El Gráfico sobre las giras del club en la década de 1900.

En 1901 empezó a disputar el campeonato de Segunda División de Argentina. Al año siguiente en 1902, terminó en el segundo puesto. El rápido progreso de la entidad llevó a que, en 1903, obtuviera ya el ascenso a Primera División, siendo el Campeonato 1904 su primera participación en la máxima división, casualmente en los días en que una revolución política convulsionaba a la ciudad. Para entonces, el club tenía ya una de las canchas más importantes de la época, que se ubicaba en lo que ahora es El Rosedal de Palermo. Allí, el cuadro "blanquinegro" comenzó a hacerse famoso ante rivales de la talla de Alumni, Belgrano, Quilmes, Lomas y San Isidro.

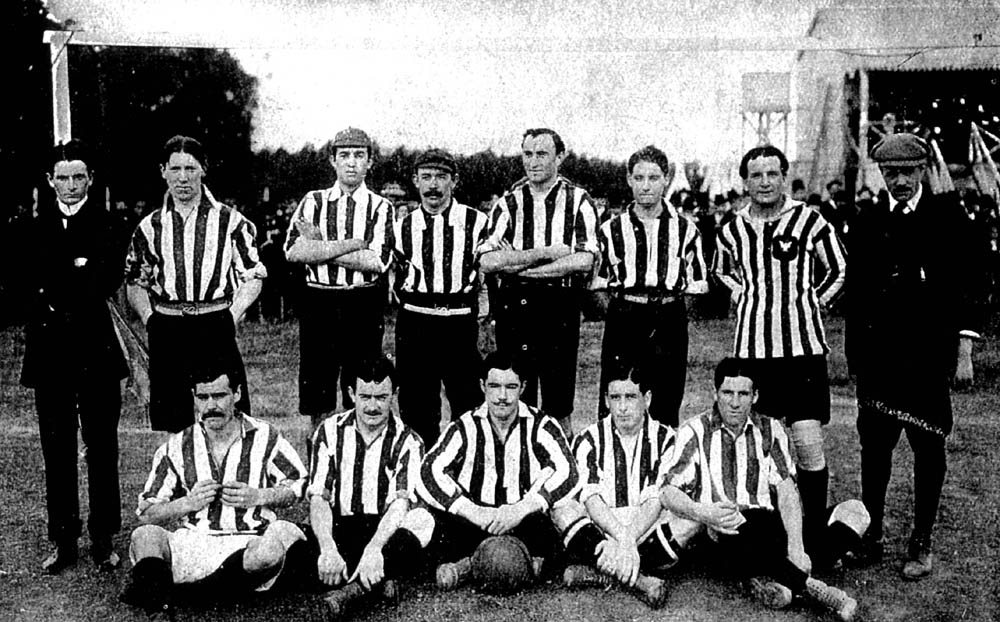
Equipo titular de 1907 que realizó importantes giras por todo el país.

Fue esa fama, justamente, la que llevó al equipo a tomar parte de giras que mucho contribuyeron a difundir el fútbol en el interior del país, como la que realizó en 1907 para jugar el 9 de julio de ese año contra un combinado de la Liga Cordobesa, que había sido fundada un año antes. Ese partido arrojó como resultado un empate en un tanto, pero, debido a lo electrizante que fue, los futbolistas debieron jugar a pedido del público 30 minutos más, en los que Estudiantes consiguió el gol del triunfo.
El 5 de mayo de 1907, meses antes de aquel histórico cotejo, Estudiantes había jugado en Rosario el primer partido disputado allí contra un equipo porteño por Newell's Old Boys, imponiéndose por tres tantos contra dos en el marcador final.
La más importante gira realizada por un cuadro "pincha", no obstante, fue la que el club realizó en septiembre de 1910 por Brasil. Hasta entonces, ningún equipo argentino de club había jugado fuera de las márgenes del Río de la Plata. Sí eran comunes los choques contra equipos uruguayos, como el que Estudiantes había jugado el 8 de agosto del mismo año contra Peñarol de Montevideo en la cancha que poseía en Palermo Gimnasia y Esgrima de Buenos Aires, por la final de la Copa Competencia. Un conflicto entre la Asociación Argentina y la Liga Uruguaya había motivado que aquel encuentro, suspendido a los 12 minutos del segundo tiempo por lluvia con el marcador empatado en dos tantos, quedara sin ganador.
En Brasil, Estudiantes, aún sin varias de sus principales figuras, se impuso en los cuatro partidos que disputó, con 23 goles a favor y 3 en contra. El paso de sus jugadores por tierras cariocas fue saludado con gran devoción por el público y las autoridades locales, que no pararon de homenajear a los cracks pinchas.
El detalle de la gira por Brasil: El 7 de septiembre, Estudiantes venció 7-0 al Sport Club Río Grande; el día 9, venció 7-3 al Portoalegrenses; el 14, 7-0 al Sport Club Pelotas; y el 18 nuevamente enfrentó al Río Grande, ganando el Pincha por un marcador de 5-0.

### Primeras figuras

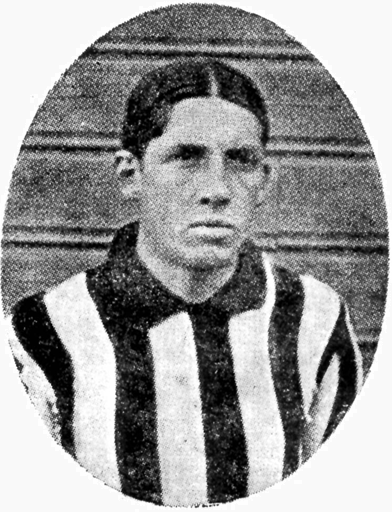
Maximiliano Susán.

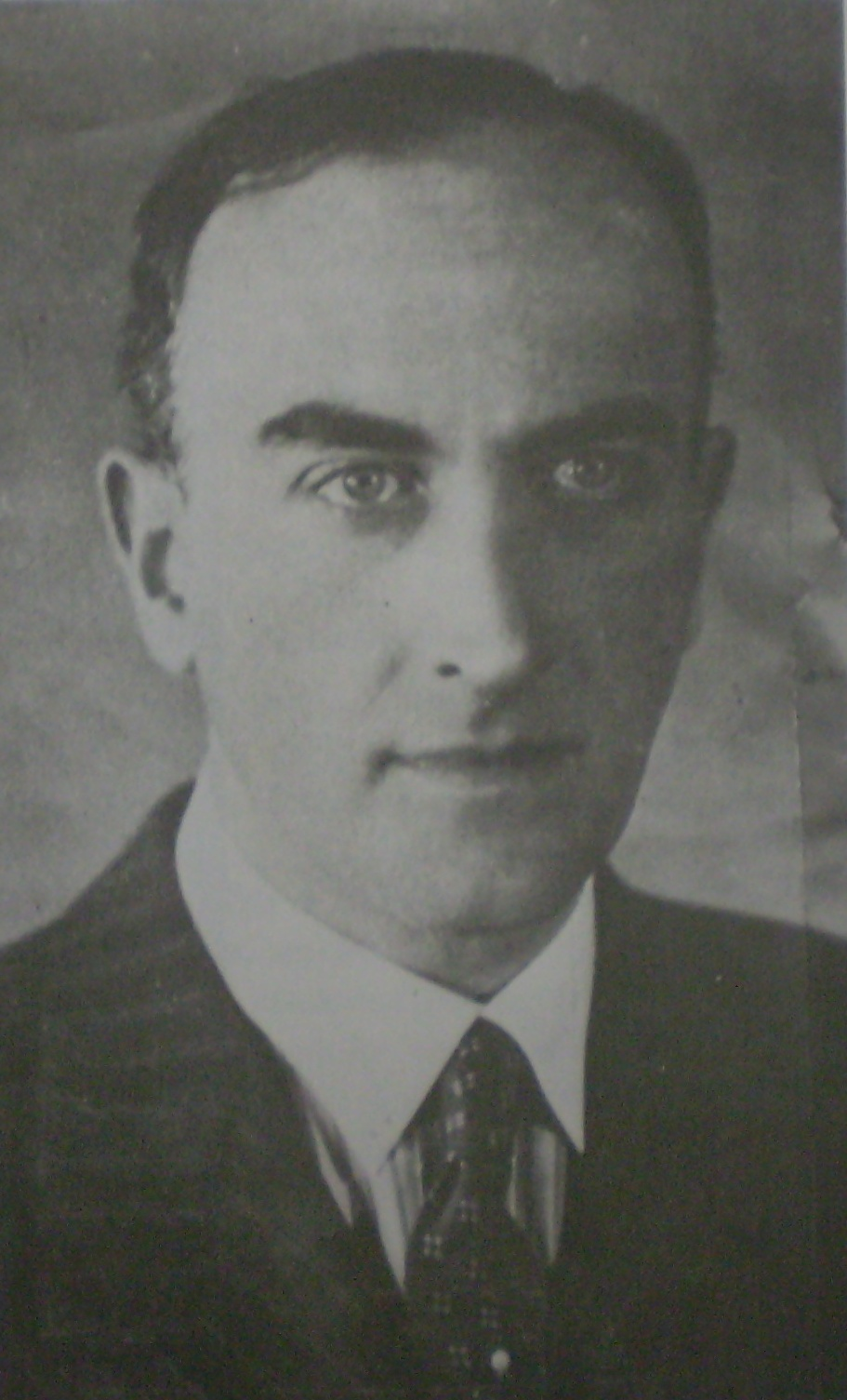
Álvaro Melián Lafinur.

En aquellos famosos clásicos rioplatenses de comienzos de siglo, solía alzarse frente a los aguerridos defensores "charrúas" la figura de uno de los más extraordinarios directores de ataque de esos tiempos: Maximiliano Susán. El popular "Max", como se lo llamaba, no solo se había hecho en las filas de Estudiantes; allí había realizado también sus mayores hazañas, como lo seguiría haciendo hasta su retiro, puesto que, pese a su gran fama, jamás actuaría por otro club. En total, Susán jugó en la primera "pincha" a lo largo de 12 temporadas (de 1904 a 1915). Una de sus mejores actuaciones allí fue la que le cupo frente al por esas épocas famoso Lomas Athletic, en un partido inolvidable para los hinchas de Estudiantes, que esa tarde se impuso por 18 a 0. De esos tantos, Susán marcó nada menos que doce.
También por esos tiempos, actuaron en el club jugadores que no solo se destacaron en la práctica del fútbol, sino que a su vez alcanzaron resonancia en otros terrenos: el Dr. Óscar Ivanissevich, quien de zaguero izquierdo de los "pinchas" pasaría a ser profesor universitario, secretario de educación y hasta embajador argentino en Estados Unidos; los Dres. José Susán y Alberto Ochandio (diputados por la provincia de Buenos Aires); el ingeniero Luis Duhau (ministro de Agricultura en el gobierno del general Justo); el militar Eduardo Abalos; el Dr. Honorio Tolosa (catedrático de la Facultad de Medicina); Álvaro Melián Lafinur (poeta); Eduardo Abella Caprile (escritor); el Dr. Alejandro Pawlowski (médico y catedrático); entre otros.
Todos ellos, como Susán, fueron fieles durante toda sus carreras futbolísticas a Estudiantes, y aun después de retirarse de los campos de juego demostraron seguir siéndolo cada vez que el club lo requirió.

### Con los “grandes”

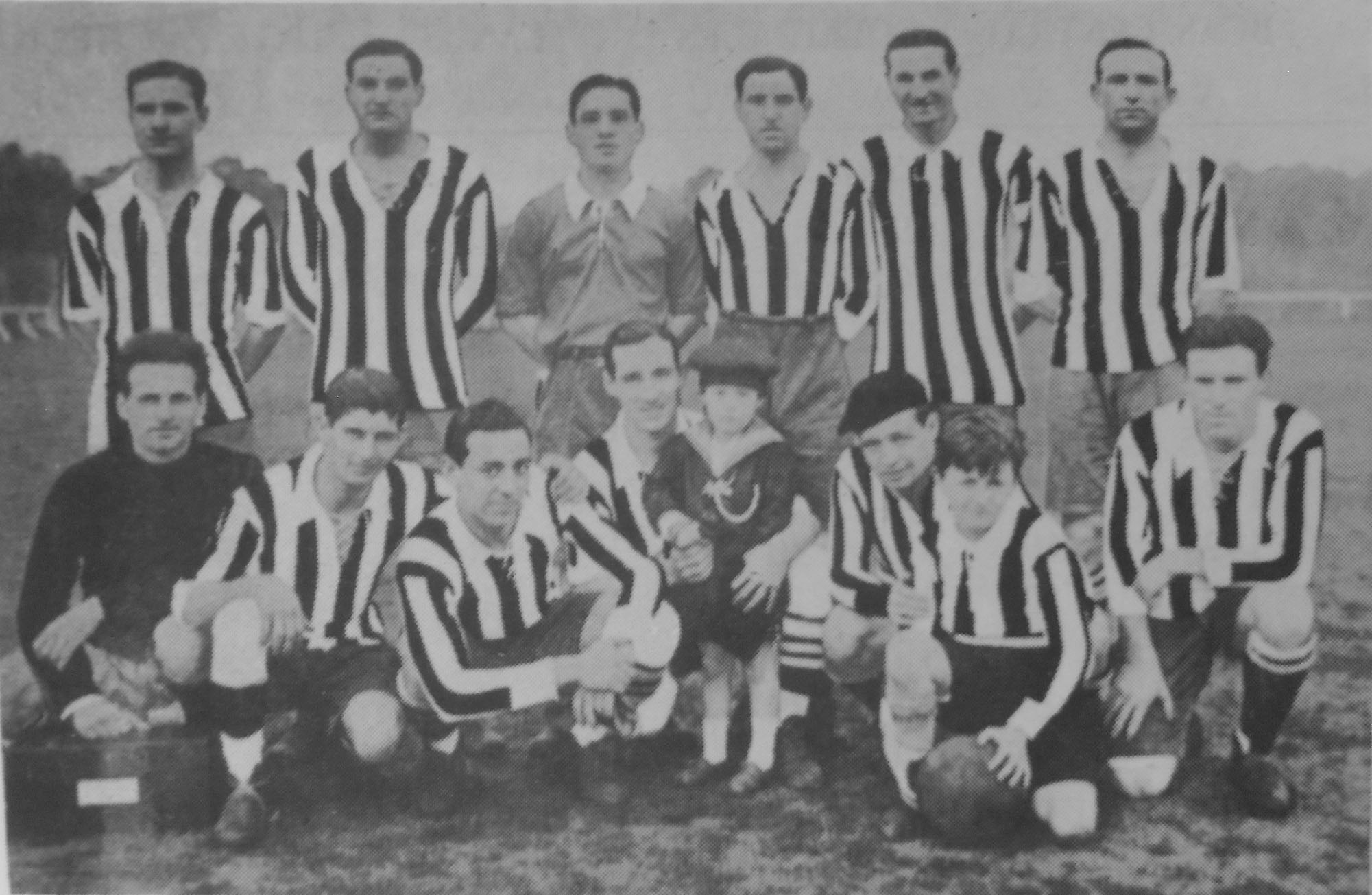
Uno de los grandes equipos de la época, Estudiantes de 1928. Siendo el club que más partidos disputó en toda la era amateur (1891-1934).

En total, fueron 25 los años en que Estudiantes alternó ininterrumpidamente con los equipos "grandes" luego de su primer ascenso. Figuras consulares de ese período de la historia del club y del amateurismo argentino en general fueron, aparte de las mencionadas, el arquero Marcos Croce, Juan Brown, los hermanos Madero, Pacheco, Beautemps, Arigós, Tristán Gonzáles, el mediocampista central Ginocchio, Párkinson, Giacomelli, Alejandro Harris, zaguero al que llamaban "Cabecita de Oro" por su eficaz juego aéreo y cuya cabellera rubia rojiza sustentaba el apodo, Alberto Pawlowsky, los hermanos Hansen, Bonrdieu, Martín Cominal, Carlos Antequeda, el zaguero Van Kamenade, los hermanos Furlani y los arqueros Rojo y Héctor Muschietti.
A mediados de 1928, su fusión con Sportivo Devoto permite a la institución incorporar varios jóvenes que jugaban para ese club y que con el tiempo se convertirían en figuras, como el puntero derecho Nardini, el centrodelantero Luis Sánchez y los mediocampistas Horacio Méndez y Antonio Martínez. Estos, junto con otros valores con los que Estudiantes ya contaba como Muschietti, el zaguero Pí, el mediocampista central Closas y el puntero izquierdo Camilo Méndez, formaron durante el resto de esa temporada y las dos siguientes un muy buen equipo, que supo realizar grandes partidos frente a rivales de la talla de Boca y River. Sin embargo, para esas épocas el club sufría ya las consecuencias del llamado "amateurismo marrón": los cuadros de menores recursos económicos empezaban a verse en desventaja frente a los "grandes".
Esos problemas se acentuaron en gran forma al ser implantado en 1931 el profesionalismo. Los dirigentes de Estudiantes decidieron entonces no aceptar el nuevo régimen, puesto que no concebían sino en forma desinteresada la práctica del fútbol. De nada valieron las sugerencias para que lo hicieran de varios colegas suyos de otras entidades, que junto con aquellas de mayor prestigio pasaron a competir en el torneo organizado por la naciente Liga Profesional. El "pincha" se mantuvo en la Asociación Amateur, jugando un torneo que, al quedar sin sus principales animadores, rápidamente perdió interés para la prensa y los aficionados.
Claro que no solo Boca, River, Independiente, Racing y San Lorenzo se fueron de ese certamen, sino también sus figuras. Justamente, Estudiantes fue uno de los más afectados por este "éxodo". Casi todos sus jugadores, tentados por jugosas ofertas, pasaron a brillar en instituciones del bloque profesional, como por ejemplo lo harían Nardini y Martínez en Boca, "Huesito" Sánchez en Platense y luego en Boca, Closas en San Lorenzo y Camilo Méndez en River.

### Perdiendo terreno

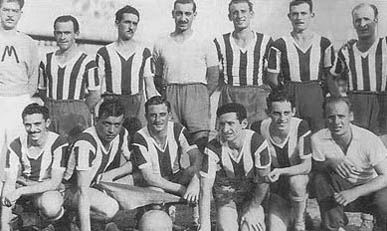
Formación titular del equipo que ascendió a Segunda División en 1942.

Producida en 1934 la fusión entre la Liga Profesional y la Asociación Amateur, Estudiantes pasa a militar en el certamen de Segunda División, en el que aquellos clubes que en principio no habían aceptado el profesionalismo jugaban sin más incentivos que enfrentar a las "reservas" de los clubes de primera. En 1937, el "pincha", si bien no ocupa una figuración muy destacada en la tabla, se da el lujo de contar con el goleador del primer campeonato que esas instituciones juegan por el ascenso a Primera: el centrodelantero Eduardo Scandone. Tres años después, el club sufre su primer descenso, tras ocupar el penúltimo puesto al cabo del torneo de 1940.
Ya al tercer año de su participación en Tercera, Estudiantes logra el título y la vuelta al principal certamen de ascenso, postergando al cabo de tres finales a Liniers Sud. Aquel campeón de 1942 alineaba en su formación más frecuente a Mares; Garza y Monza; Menéndez, Conti y Civera; Acosta, Borjas, Gastaldo, Jara y Purgia.

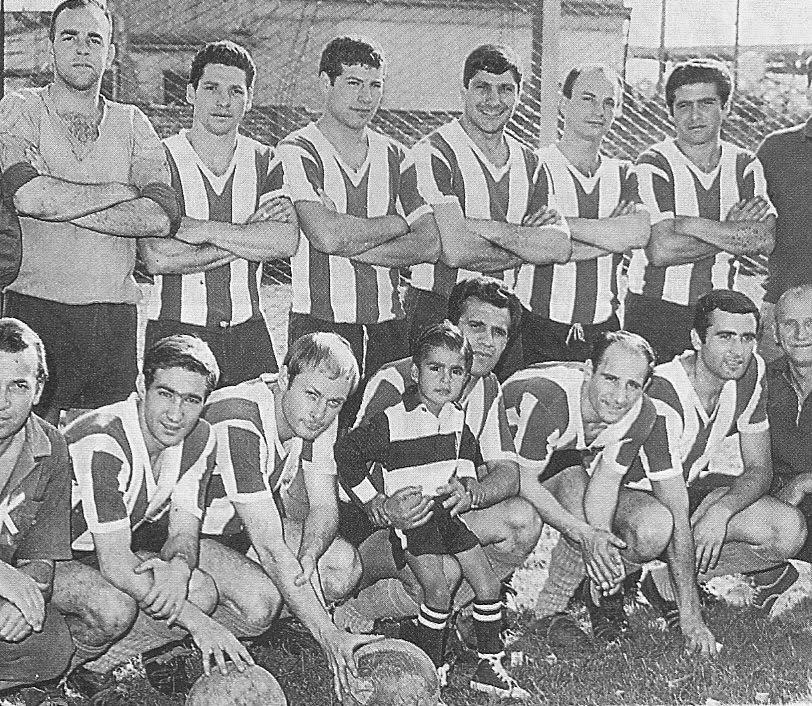
Equipo que ascendió a Segunda División en 1966, como campeón de Tercera.

El regreso del club al certamen de Segunda provocó varios cambios en su formación, en la que pasaron a actuar ocho jugadores cedidos a préstamo por Argentino de Rosario: Poletti, López, Dioses, García, Scaglia, Trinchien, Amoedo y Negro. Varios de estos jugadores protagonizarían dos años después una excepcional campaña con el cuadro rosarino, disputando palmo a palmo el ascenso a Primera con Tigre. No obstante, la actuación cumplida por Estudiantes con su concurso en el torneo de 1943 no se diferenció en mucho de las que, ya sin ellos, mostraron al equipo sumido dentro de la medianía general de la división en las seis temporadas posteriores, al menos en la tabla de posiciones. Notas destacadas de ese período de la historia "pincha" fueron el muy buen equipo de 1947, integrado por Taboada; Davide y Pesqueira; Bufateli, Vukusich y Gabarain o Emilio Pérez; Emilio Gizzi, Juan José Sánchez, Ricardi, Genín y Sotelo. También cabe destacar el primer puesto alcanzado en la tabla de goleadores de 1946 por el centrodelantero del club Juan Calicchio, con 36 goles en 40 partidos. Debajo de este jugador, que llegó al club ese mismo año de El Porvenir y en 1947 pasó al fútbol italiano, quedó nada menos que el gran goleador de Banfield Gustavo Albella, con una conquista menos.
En 1950, una polémica reestructuración provoca el descenso encubierto de Estudiantes y otros nueve clubes, que pasan a militar en lo que más tarde sería la Primera C. En dicha división, el pincha se mantiene hasta 1959, año en que le toca vivir uno de los peores momentos de su historia al descender a la cuarta división del fútbol argentino, tras terminar último.
Aquel descenso, paradójicamente, sirvió para que la institución renaciera de sus cenizas y comenzara a recuperar lentamente el poderío perdido. Un paso fundamental para esto fue la inauguración de su actual cancha de Caseros, que tuvo lugar en mayo de 1963, en ocasión de enfrentar Estudiantes a Sacachispas por la segunda rueda del torneo de Aficionados de ese año. Al cabo de ese mismo certamen, si bien el equipo había hecho méritos suficientes para ascender ganando su zona y el subcampeonato, de vuelta una reestructuración era la encargada de depositar a Estudiantes en la Primera C. Allí, el club solo tendría que esperar dos años para ganar el título y el ascenso, con un equipo integrado casi siempre por León Martínez; Rondina y Rognoni; Araujo, Esperanza y Delisio;Hugo Naredo, Marcelo Moreno, Cosentino, Mancuso y Vecchletti.

### La vuelta a la primera división
Quedaba por delante para el club no solo la tarea de mantener la categoría reconquistada, sino también de intentar volver a ocupar un lugar al lado de los grandes del fútbol argentino. Luego de unos años en que lo primero fue la prioridad, en 1974 por fin el club pudo dedicarse de lleno al otro objetivo, que no pudo concretar felizmente en esa temporada solo porque Unión (SF) le ganó 1 a 0 en aquella memorable final jugada en el Estadio Villa Dálmine, de la ciudad de Campana, a la que ambos equipos llegaban con las mismas posibilidades de ascender al cabo de un muy complicado torneo reducido. Dirigidos técnicamente por Juan Manuel Guerra, formaron esa tarde para el pincha Landaburu; Cillis, Gomissi, Olivera y Batain; Toublanc, Juan Carlos Bravo y Osvaldo Pérez; Roberto Osvaldo Díaz, Toloza (luego Cassano) y Nogneira (luego Anilo).

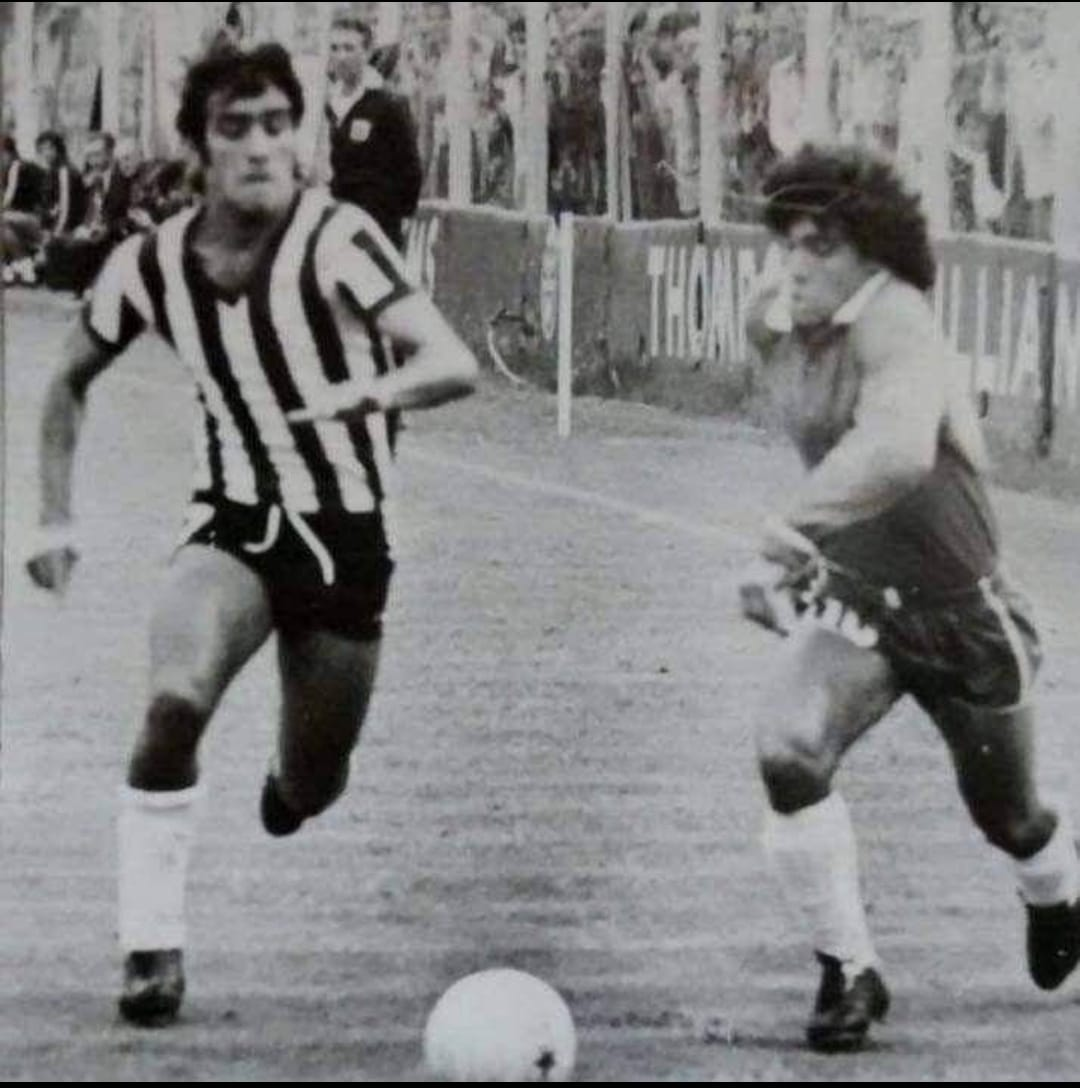
Jalil, de Estudiantes y un joven Diego Maradona, de Argentinos Juniors, disputando el balón en un partido correspondiente al Metropolitano 1978.

Ese traspié a último momento tuvo un lógico impacto en las dos siguientes temporadas, en que el equipo no obtuvo colocaciones destacadas. Sin embargo, el club estaba en el camino correcto. Y esto quedó demostrado a todas luces con la espectacular campaña que, en 1977, ya si le permitió ascender a Primera División, tras jugar 36 partidos, ganar 17, empatar 14 y perder solo 5, coronándose como campeón del torneo de la Primera B 1977. Pese a ello, Estudiantes debió esperar hasta la última fecha para festejar, luego de empatar 2 a 2 con Villa Dálmine en cancha de Tigre e igualar Los Andes (que para alcanzarlo necesitaba ganar y que el pincha perdiera- 1 a 1 con Argentino de Quilmes). Aquel cuadro dirigido por Ricardo Trigilli se integró en esa ocasión con Balbiano; Manuel Pérez, Bravo, Jorge Horacio Paz y Gerez; Ciccarello, Alberto Pafundi y Carlos Guillermo; Toloza (luego Baldovino), Ugarte y Juan Guillermo. Otros jugadores que contribuyeron al campeonato fueron los laterales Filipetti y Martinuccio, los volantes Carrizo, Cortés y Méndez y el delantero Barranco.
En su regreso al círculo privilegiado, uno de los resultados más importantes que obtuvo Estudiantes fue el 0 a 0 ante Boca Juniors con que, en la penúltima fecha del Metropolitano 1978, dejó a Quilmes en una posición excelente para obtener el título que finalmente se llevaría, del que hasta allí el conjunto xeneize parecía dueño casi seguro. Pero ni ese empate ni algunos triunfos importantes impidieron que, luego de jugar aquel torneo, el pincha volviera a descender.
En 1979 volvió a jugar en la Primera B. Fue un torneo con altibajos finalizando décimo con 33 unidades. Lo más destacado fueron las victorias por 4 a 0 a Almagro y al campeón Tigre por 3 a 1, ambas en Caseros.

### Crecimiento institucional

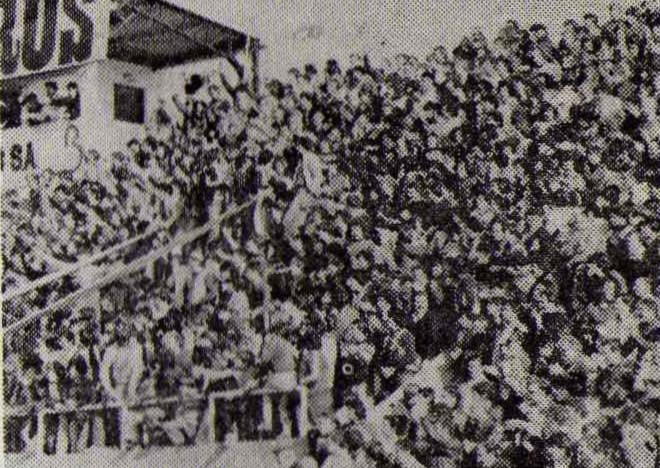
Hinchas disfrutan de la nueva tribuna Pascual Melaragno inaugurada en 1980, a la izquierda se pueden observar las cabinas de transmisión de la platea Juan Zanella.

En 1980 llegaron varios refuerzos que se acoplaron rápidamente a la idea de juego de Ricardo Trigilli, quien continuó siendo el director técnico. Estudiantes realizó la mejor campaña desde su regreso a la categoría logrando un satisfactorio quinto lugar con 46 puntos, a tan solo 8 unidades de Sarmiento (J), el campeón. Ese mismo año se construyeron dos nuevas tribunas en el Estadio Ciudad de Caseros.
En 1981 siguió Ricardo Trigilli como entrenador pero gran parte del equipo titular se desmanteló. Se realizó una campaña bastante irregular finalizando Estudiantes en la novena posición, sin embargo fue el segundo equipo con más goles a favor con 67 tantos, uno menos que Arsenal.
En 1982 Estudiantes se encontró gran parte del campeonato peleando el descenso a la Primera C. Ricardo Trigilli dejó su cargo como entrenador, siendo ocupado por Alberto Tardivo y luego por la dupla Juan Manuel Guerra - Rodolfo Motta. El pincha debió sufrir hasta la última fecha cuando le ganó a Tigre y se salvó del descenso por un punto. Finalmente se fueron a la Primera C Argentino (Q) y Talleres (RE).
En 1983 continuó Juan Manuel Guerra hasta la mitad del campeonato siendo reemplazo por Ricardo Trigilli, con Don Ricardo Estudiantes cosechó gran cantidad de puntos y clasificó al octogonal final como el quinto mejor ubicado. En cuartos de final debió enfrentarse a Italiano, con un resultado global de 3 a 3 en los dos partidos, una magra definición por penales que finalizó 5 a 4 dejó al pincha eliminado.
En 1984 siguió Trigilli aunque renunció y más tarde Horacio Bongiovanni se hizo cargo de la dirección técnica hasta el final de la temporada. En lo futbolístico Estudiantes realizó una mediocre campaña de 40 puntos finalizando en la mitad de la tabla.
En 1985 se contrató al exfutbolista del club Pedro Mastromauro como director técnico, también llegaron varios jugadores de renombre para pelear el campeonato y en las primeras fechas Estudiantes se mantuvo primero pero en el último tramo del torneo empezó el debacle perdiendo partidos inesperados. El pincha finalizó la temporada con 45 unidades y por un punto no logró clasificar al reducido.
En 1986 se realizó una nueva reestructuración en el fútbol argentino, y se creó la divisional Nacional B, pero Estudiantes pasó a jugar en la Primera B metropolitana ya que finalizó décimo en la tabla general de la Primera B de 1986 y no logró clasificar.
Ya en la temporada 86/87, se instauró la nueva modalidad europea, la cual consistía en comenzar el torneo en el mes de agosto y finalizarlo a mitad del año entrante, este modalidad siguió siendo un fracaso económico y futbolístico para los clubes del ascenso. Estudiantes en la nueva Primera B metropolitana terminó en el tercer puesto con 44 puntos, a solo 4 puntos del campeón Quilmes. En tanto, Estudiantes junto a Almirante Brown, Arsenal y Villa Dálmine clasificaron a los Torneos Zonales, en los cuales se jugaban con equipos del interior del país para determinar el segundo ascenso a la Primera B Nacional. El Pincha jugó contra Atlético Tucumán, en el partido de ida el conjunto tucumano ganó por 2 a 1, cotejo jugado en Caseros y en el partido de vuelta en San Miguel de Tucumán empataron sin goles dejando a Estudiantes en la B Metropolitana. Finalmente Atlético Tucumán consiguió el segundo ascenso.
La temporada 87/88 futbolísticamente fue una pobre campaña, gran parte del equipo de la temporada pasada se fueron del club y esto repercutió notoriamente en la tabla de posiciones: se acumularon apenas 28 puntos terminando en el noveno lugar. Lo más curioso fue que en la última fecha del torneo el histórico rival, Almagro llegaba con grandes chances de ascender y su inmediato escolta Talleres (RE) le ganó a Estudiantes en Caseros haciendo festejar a todo los hinchas del pincha ya que el rival de toda la vida no pudo gritar campeón. En 1988 se habilitó la tribuna de cemento que da a las vías del ferrocarril San Martín, esta obra que duró 18 meses mide 105 metros y tiene capacidad para más de 10 000 personas.
Estudiantes comenzó la temporada 88/89 de la primera B metropolitana en los últimos puestos, el entrenador Roberto Resquin dejó al equipo con apenas siete puntos y jugando muy mal pero con el arribo de Rubén Hueso Glaría como director técnico, el equipo levantó satisfactoriamente terminando cuarto con 34 puntos y clasificando de nuevo a los Torneos Zonales junto a Central Córdoba (R) y Laferrere. En la primera fase tocó enfrentar a Atlético Ledesma de la provincia de Jujuy, equipo que ganó la serie dejando al Pincha sin el ascenso. Finalmente ese año ascendieron a la B Nacional Villa Dálmine como campeón mientras que en los Torneos Zonales Olimpo y Atlético de Rafaela.

### Últimos años de la era Trigilli
La temporada 1989/90 fue muy irregular, con varias incorporaciones de poco renombre y realizando un juego muy mediocre. Se contrató a un inexperto Magliolo como entrenador. En la tabla el equipo terminó noveno con 32 puntos a tres de Nueva Chicago, el último que entró a los Zonales.
Pedro Mastromauro fue el técnico pincha para la temporada 1990/91 de la Primera B Metropolitana. Con respecto a la anterior campaña ninguno de los jugadores titulares se fue y llegaron varios refuerzos del fútbol de ascenso. Realizando un muy buen fútbol colectivo Estudiantes finalizó quinto con 33 unidades y clasificó a los Torneos Zonales pero no pudo superar nuevamente la primera fase ya que se midió con San Martín (SJ), equipo que meses más tarde ascendería. El partido de ida jugado en Caseros terminó 0 a 0 y en el de vuelta los sanjuaninos se impusieron por 1 a 0.
En la temporada 1991/92 continuó Pedro Mastromauro pero con algunas bajas considerables entre los jugadores y las nuevas incorporaciones no rindieron los esperado. Estudiantes finalizó en el puesto 14 con 26 puntos.
La temporada 1992/93 fue otro pésimo año para el conjunto caserino. Pasaron varios entrenadores como José Santos Romero, Eduardo Janín y Rafael tano Rímolo más los dos interinos Rodolfo Motta y Fito Gerez pero ninguno de estos pudo encontrar la regularidad en el equipo. Estudiantes quedó en la decimocuarta posición con 29 puntos.
Debido a las dos malas campañas anteriores la temporada 1993/94 encontró a Estudiantes prácticamente descendido a la Primera C, que desde la reestructuración de 1986 pasó a ser la cuarta categoría del fútbol argentino. En lo futbolístico la falta de presupuesto obligó a que varios jugadores se fueran del club y que no lleguen nuevas incorporaciones. Los dos primeros técnicos, Jorge Vichera y Rafael tano Rímolo fueron despedidos por malos resultados. El Pincha parecía condenado a descender de categoría. Sin embargo, con la llegada como entrenador de un viejo conocido del club: Ricardo Trigilli, Estudiantes arrancó el Torneo Clausura desplegando un buen fútbol impulsado por el maestro Don Ricardo llegando a la última fecha con posibilidades de mantener la categoría. Aunque perdió en Gerli contra El Porvenir, Villa Dálmine, que peleó toda la temporada el descenso con Estudiantes, no pudo ganar y descendió junto a Deportivo Merlo a la Primera C, así el Pincha se salvó por un punto y continuó en la Primera B.
En la temporada 1994/95 solo se aspiró a mantener la categoría. Mastromauro Y Vega fueron los dos técnicos del club ese campeonato. Lejos de pelear arriba, Estudiantes terminó el Torneo Apertura con 16 puntos en la décima colocación mientras que en el Clausura finalizó decimoquinto con solo 14 unidades, aunque se mantuvo la categoría varias fechas antes de la finalización del campeonato.
En la temporada 1995/96 Estudiantes logró ascender al Nacional B, finalizó cuarto en el torneo apertura y segundo en el clausura, clasificando al torneo reducido y jugando la final con Almagro, empatando 2 a 2 en cancha de Platense en el partido de ida y goleando a su histórico rival en el clásico más importante de la historia entre ambos por 5 a 1 en cancha de Chacarita Juniors. Este ascenso se logra bajo la presidencia de José Di Prinzio y al igual que en 1977 el equipo fue dirigido por Ricardo Trigilli.
En la temporada 1996/97 Estudiantes no empezó bien el campeonato y terminó último en su zona y Trigilli dejó su cargo por los malos resultados. En su reemplazo llegó Ricardo Caruso Lombardi para disputar la zona permanencia y el equipo acumuló 22 puntos terminando cuarto y salvándose del descenso por tres puntos en la tabla de promedios.
En la temporada 1997/98 logró con la conducción de Caruso Lombardi clasificar a la zona campeonato por un ascenso a Primera A, pero el pincha finalizó quinto en su zona obteniendo importantes triunfos frente a Chacarita, Talleres (Cba), Instituto (Cba) y San Martín (T).
El retorno a la Primera B Metropolitana se produjo en la temporada 1998/99 luego de una magra campaña en la que pasaron varios entrenadores, como Canova, Rodolfo Motta y ni el mismo Caruso Lombardi, pudieron salvar al conjunto pincha. El club tenía deudas con la mayoría del plantel y una crisis institucional muy importante. El plantel de la temporada anterior se desmanteló y llegaron jugadores sin demasiada trascendencia. Todo esto provocó finalizar último en la tabla de promedios y descender junto a Atlanta a la Primera B Metropolitana.
Pero duró muy poco la amargura, solo un año tardó en regresar al Nacional B, bajo la conducción técnica de Claudio Nigretti, después de vencer en las finales a Sarmiento de Junín. En el partido de ida, Estudiantes venció por 3 a 1, en una gran actuación, asegurándose prácticamente el pasaporte a la nueva categoría, pero debió sufrir más de lo esperado, ya que en la revancha en Caseros, perdió por 2 a 0, pero por haber logrado una mejor ubicación que su rival en la tabla general logró el ascenso ante las 10 000 almas blanquinegras que colmaron el Estadio Ciudad de Caseros.
En la temporada 2000/01 Estudiantes descendió nuevamente a la Primera B Metropolitana. Finalmente a un equipo que no le sobraba nada no le alcanzó pese a los esfuerzos de los entrenadores, que pasaron por el club esa temporada: Claudio Nigretti, Gerónimo Saccardi y Salvador Pasini, no se pudo evitar el injusto descenso. Cabe destacar que ese año descendieron siete equipos del Nacional B un hecho inexplicable y poco común.

### Peleando el ascenso
En la temporada 2001/02 Estudiantes terminó en la tercera colocación entrando cómodamente al Reducido. En la primera ronda eliminó a Deportivo Morón con un notable partido en Caseros. Ya en la segunda ronda el pincha venció a Deportivo Armenio con un resultado de 4 a 2 en el global de los dos partidos pero en la tercera ronda quedó eliminado ya que empató los dos encuentros con Español, que ascendería semanas después ganándole las finales a Ferro.
En la temporada 2002/03 el pincha terminó quinto en el Apertura y en el Clausura último en su zona, igualmente logró clasificar al Reducido. Eliminó a Platense pero no pudo con Central Córdoba de Rosario.
En la temporada 2003/04 el conjunto de Caseros finalizó octavo en el Apertura. Las presencias de Ezequiel Lavezzi, Daniel Vega y Pablo Mouche en la delantera llevaron al pincha a pelear el Clausura con Tristán Suárez y Sarmiento de Junín que sería finalmente el campeón. El pincha terminó quinto en la general y no clasificó al Reducido.
En la temporada 2004/05 Estudiantes quedó en la decimocuarta posición en el Apertura, repitiendo el mismo puesto en el Clausura. Esta fue una de las peores campañas desde su retorno a la Primera B Metropolitana.
En la temporada 2005/06 el pincha clasificó al Reducido terminando octavo en la tabla general. Venció a Temperley de visitante con una recordada definición por penales en la cual Estudiantes salió victorioso con un 5 a 4 pero en la ronda siguiente perdió otra vez con Central Córdoba de Rosario.
Demostrando un buen juego colectivo, Estudiantes salió campeón del Torneo Apertura 2006, tras ganar en el Ciudad de Caseros a Almirante Brown. Este último ganó el Clausura y ambas finales se disputaron en el Estadio Presidente Perón, perteneciente a Racing Club, finalizando la primera final empate en cero. En la vuelta se produjeron una serie de incidentes con la parcialidad de la fragata y tras 25 días se realizó una final en el Estadio Eva Perón, perteneciente a Sarmiento de Junín, con los 35 minutos que restaban. Este hecho fue muy criticado por varias personas quienes sostenían un acuerdo entre la Asociación del Fútbol Argentino y Alte. Brown que finalmente ascendió al Nacional B. El pincha ganó el Torneo reducido venciendo a All Boys y luego a Deportivo Morón, pero no pudo con Ferro en la promoción.
Estudiantes finalizó décimo en la temporada 2007/08 sin chance de clasificar al Reducido y Juan Martín fue el goleador del torneo con 32 tantos.
Para el próximo torneo el equipo de Caseros pisó fuerte en el mercado de pases del Ascenso para poder regresar al Nacional B.
A mediados del año 2008 se realizó la Copa Hermandad en el Estadio Ciudad de Caseros recibiendo al Montevideo Wanderers Fútbol Club de Uruguay en conmemoración de los 110 años de vida de Estudiantes. En la temporada 2008/09 Estudiantes empezó una mala campaña bajo la conducción de Gonzalo González; más tarde llegó a la conducción técnica del equipo Leonardo Ramos, Estudiantes finalizó en la séptima colocación clasificando, una vez más, al Torneo Reducido en donde no pudo con Deportivo Morón por la injusticia de la ventaja deportiva para el mejor ubicado. El partido terminó en empate a 1.
Para la temporada 2009/2010 el Pincha dejó ir grandes figuras. Con un bajo presupuesto, el club con la nueva presidencia de Eduardo Rossetto buscó un nuevo ascenso consolidando a sus juveniles y también con el aporte de experiencia en pocos jugadores que quedaron o volvieron de sus préstamos. Tras la ida de Leonardo Ramos y la vuelta de Salvador Pasini al banco de suplentes y una brillante tarea en el sector ofensivo, el pincha finalizó en la cuarta ubicación clasificando otra vez al Reducido. Pero se quedó nuevamente en primera ronda al ser superado por Tristán Suárez 1 a 0 en Ezeiza.
En la temporada 2010/2011 renunció Eduardo Rosseto y asumió la presidencia Fernando Isla Casares que tras una disputa con Javier González (mánager del club), presentó la renuncia y junto a él se iría el entrenador Salvador Pasini pero finalmente se llegó a un acuerdo con la directiva del club y Javier González dejó su cargo de mánager quedando este vacante. A mitad del año 2010 Estudiantes se convirtió en miembro de una Red de Clubes impulsada por el club chileno Audax Italiano. También se realizaron varias obras en el Estadio Ciudad de Caseros. En lo futbolístico, el pincha renovó contratos a varios jugadores de la temporada anterior y también llegaron nuevos refuerzos para buscar el tan ansiado ascenso. Terminando como subcampeón del torneo, Estudiantes clasificó cómodamente al reducido pero de nuevo quedó eliminado en primera ronda, esta vez a manos de Villa San Carlos.
Para la temporada 2011/2012 se mantuvo la base del equipo que logró el subcampeonato en la anterior temporada. Por su parte, en la reedición de la Copa Argentina 2011/12, Estudiantes enfrentó a Defensores Unidos por la segunda eliminatoria, resultando ganador por la mínima ventaja. En la cuarta eliminatoria de la copa Estudiantes venció a Defensores de Cambaceres por penales, pero en treintaidosavos de final se enfrentó a Atlético Tucumán y fue derrotado quedando eliminado de la competición. Tras la renuncia del entonces entrenador Salvador Pasini, Julio Gaona y luego la dupla conformada por Ricardo Pereyra y Daniel Gómez se hicieron cargo de la dirección técnica hasta la finalización del torneo. Culminando en la tercera colocación, el pincha accedió al reducido. Allí, superó a Comunicaciones, pero cayó con Acassuso en ambos partidos y quedó eliminado.
La temporada 2012/2013 marcó el inicio de Fabián Nardozza como entrenador del pincha. Luego de no concretar un buen arranque, Estudiantes finalizó la primera rueda ubicado en la tercera posición del torneo, peleando los primeros puestos. Sin embargo, en la segunda rueda Estudiantes no pudo mantener el nivel futbolístico demostrado y varias irregularidades terminaron con la esperanza de ascender, al terminar en la sexta colocación, motivo por el cual Fabián Nardozza renunció. Asimismo, en la Copa Argentina 2012/13, Estudiantes tuvo una destacada actuación venciendo a rivales como Defensa y Justicia, River Plate, Banfield, entre otros. Tras alcanzar los cuartos de final de la Copa Argentina, dicha competición se reanudó en la temporada siguiente.
El entrenador para la temporada venidera fue Oscar Cachín Blanco, mientras que en los primeros días de agosto de 2013 continuó la Copa Argentina 2012/13, Estudiantes le ganó por Cuartos de final a Talleres de Córdoba, pasando a semifinales, instancia en la cual fue derrotado por San Lorenzo mediante penales. En el torneo de la Primera B 2013/14 finalizó decimocuarto. Cachín Blanco renunció varias fechas antes del final del torneo y Fabián Anselmo, entrenador de las divisiones inferiores, se hizo cargo de la dirección técnica hasta la finalización de la temporada. Por otra parte, Estudiantes debutó con una categórica victoria ante Platense por 6 tantos contra 1 en la Copa Argentina 2013/14, torneo en el cual avanzó nuevamente a la fase final, en esta ocasión hasta los cuartos de final. En el Campeonato 2014, tras pelear en los primeros puestos durante varias fechas, culminó segundo en la Zona A clasificando a la disputa por el segundo ascenso, objetivo que finalmente no logró.
El 10 de enero de 2015 se celebraron elecciones en la institución, acción que no ocurría tras 21 años. Además, la cadena catarí Bein Sports realizó un informe especial del club siendo trasmitido a todos los países de Oriente Medio.

### B Nacional y cercanía con Primera
Estudiantes tendría uno de sus mejores desempeños en el campeonato de Primera B 2018-19, llegando a ganar 21 partidos de los 38 jugados, consiguiendo 9 empates y cayendo tan solo en 8 oportunidades. El 19 de abril de 2019, el club de Caseros, logró su quinto ascenso y vuelta a la Primera B Nacional después de 18 años.
Tras la Pandemia de COVID-19, no hubo campeón en el Campeonato de Primera Nacional 2019-20, sin embargo, Estudiantes, volvió a disputar el Campeonato Transición de Primera Nacional 2020, posicionándose en la zona A del torneo con 12 puntos en 7 partidos jugados, allí paso a instancia eliminatoria para ascender, donde enfrentó a Barracas Central al cual eliminó por penales, en la segunda instancia se enfrentó a San Martín (SJ), al cual venció por 3:1, su tercera instancia fue contra Atlanta, al cual le ganó 1:0, se posicionaría en las semifinales junto al equipo con mejor puntaje de la tabla, Estudiantes (RC), el cual derrotó al Pincha por 1:0.
El Campeonato de Primera Nacional 2021 de Estudiantes fue regular, quedándose un poco más abajo de la tabla con 38 puntos en 32 partidos jugados, no logró clasificar a ninguna copa nacional, pero si mantenerse en la segunda división del fútbol argentino.
En el Campeonato de Primera Nacional 2022, el Matador terminó 7° de 37 equipos, logrando la clasificación al reducido por el segundo ascenso a la Primera División de Argentina.
El primer rival del reducido, sería Chaco For Ever, ganando el partido de ida 3:0 y empatando en cero la vuelta. El segundo rival, su homónimo de Río Cuarto, quién tenía ventaja deportiva por terminar por delante del Pincha de Caseros. Estudiantes ganaría 1:0 de visitante. En la semifinal, enfrentaría a Gimnasia y Esgrima de Mendoza. El partido de ida Estudiantes ganaría por la mínima, el partido de vuelta ganaría también por la mínima, con un hombre menos y con un gol sobre la hora. 
El Pincha así, llegaría a la final  del reducido para enfrentar a Instituto A. C. C., quien tendría ventaja deportiva por terminar 2° en el torneo. El partido de ida en el Estadio Ciudad de Caseros, terminaría con empate en cero. Estudiantes debía ganar si o si en Córdoba para lograr el ascenso. El partido de vuelta fue un partido muy ajustado, donde el Matador se quedaría con un hombre menos en el primer tiempo, sin embargo, ser iría al descanso ganando por la mínima. Ya en el segundo tiempo, la Gloria empataría el partido y el Pincha perdería otro hombre y jugaría con nueve jugadores, siendo el árbitro el principal apuntado por varios fallos, entre ellas las rojas y un gol en off-side. El encuentro terminó con empate 1:1 y el conjunto cordobés ascendería a la máxima categoría del fútbol argentino, después de 16 años. Por su parte, Estudiantes cerró un gran año que quedará en su historia.

## Rivalidades y afinidades futbolísticas

### Clásico de Tres de Febrero
Su principal rival es el Club Almagro, con el que disputa el clásico de Tres de febrero, uno de los partidos más destacados del Gran Buenos Aires y del fútbol argentino. A lo largo de la historia, han disputado 109 encuentros, Estudiantes ganó 32 con 148 goles a favor, mientras que el Tricolor ganó 36 con 162 goles a favor, empatando en 41 ocasiones.
El partido más importante que enfrentó a ambos conjuntos fue el 22 de junio de 1996, para determinar el segundo ascenso a la Primera B Nacional, tras la igualdad en el partido de ida jugado en el Estadio Ciudad de Vicente López, quedaba todo por definir en el partido de vuelta en el Estadio de Chacarita Juniors y Estudiantes se quedó con el ascenso tras un resultado inesperado: 5-1. Ganaba Almagro 1-0 con gol del Beto Yaqué a los tres minutos, y 60 segundos después igualó Gabriel Ferrári. En la parte final, Estudiantes fue demoledor y ganó con goles de Javier Cordone, Javier González, otra vez Ferrári y Miguel Robles. Fue clave también el penal que le atajó el arquero pincha Juan Carlos Raña a Santillán, a los 23 minutos del primer tiempo.

"El final del partido fue electrizante. Almagro buscaba aprovechar el hombre de más. Estudiantes no se achicaba e iba en busca de la hazaña. Pudo haber sido para cualquiera de los dos porque sobraron situaciones de riesgo."
Comentario de Víctor Pochat en Clarín.

### Rivalidades
- Defensores de Belgrano: El primer partido ante el Dragón fue hace 110 años. En aquella época, el Pincha estaba localizado en el barrio porteño de Palermo. Con un extenso historial que supera largamente las 100 ediciones, los encuentros ante Defensores marcan una tradición en el Ascenso, que incluye disputas por campeonatos y partidos inolvidables.[129]

- Atlanta: Con Atlanta mantiene una rivalidad antigua, cuyo primer antecedente se remonta a 1915 con un historial que se aproxima a los 100 partidos.[130]

- All Boys

- Los Andes

### Afinidades
Las amistades del club son con Argentino de Rosario y Montevideo Wanderers Fútbol Club de Uruguay.
En 1903 se estableció la gran amistad existente entre Wanderers y Estudiantes. En un viaje realizado por el conjunto wanderista a la capital argentina y al recibir todo tipo de atenciones se tomó la decisión por parte de los dirigentes uruguayos de utilizar en todos sus enfrentamientos deportivos la indumentaria del pincha. También por resolución de los directivos compatriotas los socios de una entidad lo serían de la otra. Esta amistad es la más añeja del fútbol mundial. Por su parte, Wanderers jugó contra Boca Juniors por Copa Libertadores en las ediciones de 2002 y 2015, aquellas noches fanáticos pinchas y bohemios compartieron la tribuna visitante de La Bombonera. En el año 2008 se realizó la Copa Hermandad, que consistió en un partido amistoso internacional jugado en el Ciudad de Caseros para conmemorar la amistad y el aniversario de Estudiantes (110 años) y el de Montevideo Wanderers (106 años).
La otra amistad de Estudiantes es con Argentino de Rosario. Cuando Estudiantes juega algún encuentro en la ciudad de Rosario es muy común ver varios hinchas del conjunto salaíto.

## Uniforme
Desde su fundación en 1898 el club siempre utilizó el mismo uniforme con rayas verticales negras y blancas. Desde entonces el uniforme titular nunca fue modificado ni sufrió cambios trascendentes a lo largo de su historia (indistintamente, algunas temporadas presentó diferentes diseños pero siempre manteniendo los bastones negros y blancos).
En cambio los uniformes alternativos, que usualmente el primero es de color gris con vivos blancos y el tercero totalmente negro, han sufrido cambios innovadores:
En la década de 1980 se utilizó una remera totalmente blanca con una franja negra horizontal en el pecho; esta duró hasta comienzos de los 90.
En 1993 se utilizaron dos uniformes muy distintos a los habituales, uno contaba con una camiseta totalmente verde (este uniforme se utilizó nuevamente en 2003 y 2004. Si bien en los años 2008, 2009, 2011 y 2014 se utilizó una camiseta verde, esta contenía un verde mucho más claro. y el otro uniforme tenía la camiseta totalmente amarilla que también se utilizó en los años 2005 y 2006.
Aunque en muy pocos partidos de 1978, se usó un azul claro, para la temporada 1994/1995 se empleó un azul fuerte en la camiseta.
En 1997 la camiseta alternativa cambió repentinamente a un color rojo, que en el año 2000 se volvió a implementar. En la temporada 1999/2000 la camiseta alternativo se dividió en dos partes siendo la izquierda totalmente blanca y la parte derecha con delgadas líneas verticales de color negras y blancas.
Ya en 1998 y con motivo del centenario del club se modificó la camista titular agregando más bastones negros y marcas en gris claro del proveedor Taiyo.
A comienzos del 2000 y 2016 se utilizó una remera con un violeta muy claro y en 2009 una con cuadrados negros y blancos.
También salieron a la venta en 2006 camisetas de la marca proveedora Kappa las cuales eran mitad negra y mitad blanca, lo más curioso es que en esas camisetas figuraban nombres y apellidos de socios y del plantel completo de dicho año. En 2009 se produjeron chombas idénticas a la camiseta titular, solamente salieron a la venta 111 ejemplares en conmemoración del Aniversario 111 del club. En el año 2010 se utilizó un naranja claro. En 2012 se usó una remera totalmente rosa con pequeños vivos de color blanco.
Por su parte, para los partidos correspondientes a las fases finales de la Copa Argentina 2012/13, se utilizó una camiseta con dos nuevas bandas horizontales en los laterales y un recorte totalmente negro ubicado en la parte inferior, la numeración y el nombre se estamparon en una brillante lámina de color plateda, mientras que en la manga izquierda se adjuntó el logo de la competencia.
- Uniforme titular: camiseta blanca a rayas negras, pantalón blanco, medias blancas.
- Uniforme alternativo: camiseta blanca, pantalón blanco, medias blancas.
- Uniforme tercero: camiseta verde, pantalón verde, medias verdes.

Uniformes tradicionales
| Titular | Alternativo |

Ediciones especiales
| Alternativo (1978) y (1994/95) | Alternativo (1980 - 1992) | Alternativo (1993), (2003/04), (2008/09), (2011), (2014/15), (2018/19) y (2021/23) | Alternativo (1993) y (2004/06) | Alternativo (1985, 1996) y (2000) | Centenario (1998) |  |

| Alternativo (1999/2000) | Alternativo (2000/01) y (2016/17) | Alternativo (2009) | Alternativo (2010) y (2021) | Alternativo (2011/12), (2013/14) y (2020) | Copa Argentina (2013/14) |

### Indumentaria y patrocinador
| Período       | Patrocinador                    |
| ------------- | ------------------------------- |
| 1978          | Cooperativa Sáenz Peña          |
| 1980-1986     | Zanella                         |
| 1986-1994     | Sevel                           |
| 1994-1995     | Banco Caseros                   |
| 1995-1996     | Tatedetuti                      |
| 1996-1997     | Tatedetuti South Market         |
| 1998-1999     | To Way                          |
| 1999-2000     | Asociación Mutual de Camioneros |
| 2000          | Silla Napoli                    |
| 2000-2002     | Regina Hogar                    |
| 2002-2006     | Cablevisión                     |
| 2006-2012     | Bingo Caseros                   |
| 2012-2014     | Bingo Caseros Orígenes Seguros  |
| 2015-2023     | La Nueva Seguros                |
| 2024          | Vial Urbano Win Investments     |
| 2025-Presente | Bodega Uxmal Vial Urbano        |

| Período       | Logo | Proveedor       |
| ------------- | ---- | --------------- |
| 1980-1986     |      | Olimpia         |
| 1987-1988     |      | Helueni Sport   |
| 1988-1990     |      | Uhlsport        |
| 1990-1991     |      | Helueni Sport   |
| 1991-1995     |      | Reusch          |
| 1995-1996     |      | Sportlandia     |
| 1996-1997     |      | Mitre           |
| 1997-1999     |      | Taiyo           |
| 1999-2003     |      | Dana            |
| 2003-2004     |      | Sport 2000      |
| 2004-2006     |      | Kronos          |
| 2006-2007     |      | Kappa           |
| 2007-2008     |      | Meister         |
| 2009          |      | Erreà           |
| 2009-2011     |      | Dana            |
| 2011          |      | 3F              |
| 2011-2012     |      | Sport 2000      |
| 2013          |      | Kappa           |
| 2013-2017     |      | Sport 2000      |
| 2017-2020     |      | Il Ossso Sports |
| 2020-2024     |      | Coach           |
| 2025          |      | Athletic        |
| 2025-Presente |      | Coach           |

## Instalaciones

### Estadio

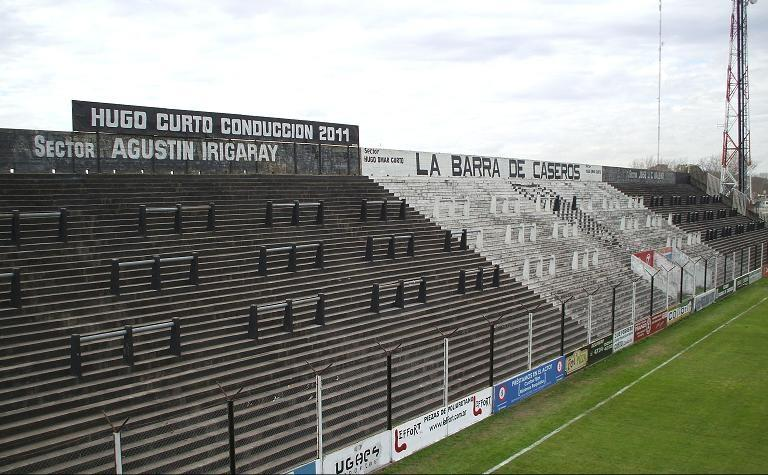
Tribuna local del Estadio Ciudad de Caseros.

El estadio se inauguró el 11 de mayo de 1963 con motivo de jugarse la segunda fecha del torneo de Primera D (Aficionados) contra el Club Piraña. Estudiantes ganó 5 a 0. El nombre del estadio es Ciudad de Caseros, este fue votado por los socios durante la temporada 1991/92. La tribuna que está ubicada de espaldas a las vías del ferrocarril San Martín, se divide en tres sectores denominados Agustín Irigaray, Hugo Omar Curto y José J. C. Valenti, hay una capacidad para 9.740 espectadores sentados; enfrente, la platea Juan Zanella, dispone de 420 asientos; a su derecha, están las tribunas locales denominadas: Pascual Melaragno, con capacidad para 750 espectadores sentados y Enzo Giacomelli, para 1.580 espectadores sentados.
A la izquierda de la platea, se ubican las tribunas visitantes. La que está junto a la platea, denominada: Beto Pafundi, su capacidad es para 750 espectadores sentados y la otra tribuna, más cercana a la calle Ricardo Trigilli, se denomina: Arquitecto Daniel Ramos, con posibilidad de albergar 1600 espectadores sentados. La capacidad Total del Estadio Ciudad de Caseros es de 16.740 espectadores sentados. Esta cantidad se incrementa considerablemente con los espectadores de pie. Las medidas del campo de juego son: 102 m de largo por 68 m de ancho.
Posee una tribuna local con capacidad para 11 000 personas, una platea para 500 personas y dos cabeceras más en cada lado de la platea con capacidad para 3.000 personas cada una, que pueden variar según con el rival que juegue el equipo.
En el año 2005 se terminó de construir la concentración Ricardo Trigilli en honor al director técnico que ascendió al Pincha a Primera División en 1977 y al Nacional B en 1996. En dicha concentración los jugadores del club tienen la posibilidad de concentrar antes de afrontar un partido.
En el año 2010 se inauguraron los palcos con confitería, gimnasio y vestuario detrás de uno de los arcos. Se mejoraron notoriamente los bancos de suplentes, con butacas muy confortables pintadas con los colores del pincha. Los bancos se denominan Juan Carlos Bravo y Javier Cordone, dos históricos del club. También se proyectaron la realización de un sistema lumínico y la construcción de una tribuna para 5.000 espectadores. De esta manera el estadio aumentara su capacidad notoriamente.
En el año 2011 se modificó en su totalidad la platea Juan Zanella con nuevas butacas blancas y negras aumentando la capacidad de la misma. También se instaló un sistema de riego artificial sobre el campo de juego, automatizado y controlado por computadora. En mayo de dicho año quedó inaugurada parcialmente la confitería ubicada abajo de los palcos y se estrenó el sistema de iluminación artificial de última generación.
Asimismo, el 18 de octubre de 2013 se aprobó la iniciativa del nombre Ricardo Trigilli a la calle lateral al Estadio Ciudad de Caseros, en homenaje para una de las personas más importantes en la vida del club.
A fines del año 2017, quedó inaugurada la pileta del club, para el desarrollo de todo tipo de actividades acuáticas como natación, matronatación, aquagym, waterpolo, entre otros.

### Sede Social

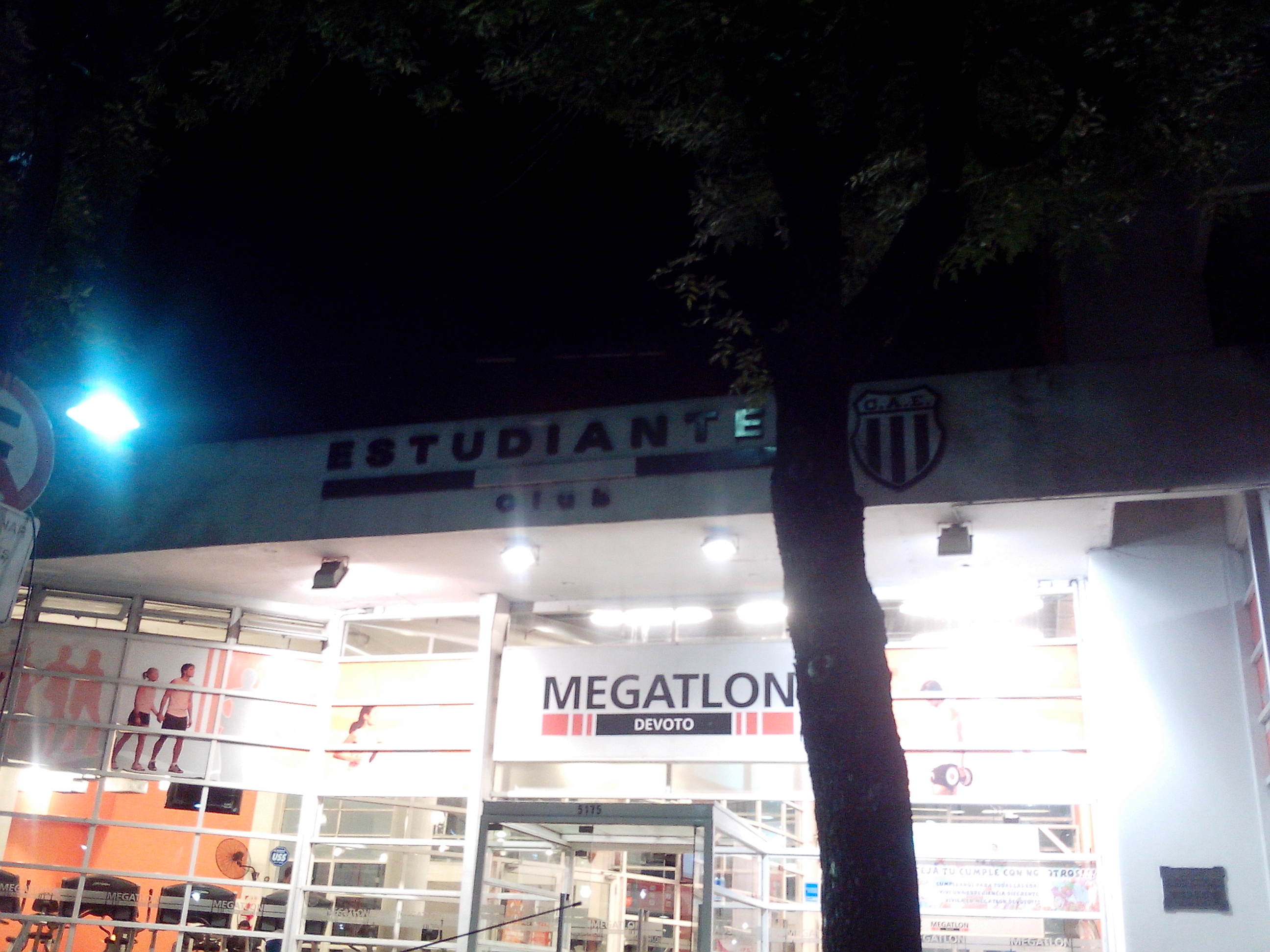
Fachada de la sede, ubicada en Villa Devoto.

La sede social del club se ubica en la avenida más representativa del barrio porteño de Villa Devoto, en la Avenida Francisco Beiró, a media cuadra de la intersección con la calle Juan Pablo López. Desde fines de la década del 90 funciona la red de clubes denominada Megatlon, una de las más importante de la Ciudad Autónoma de Buenos Aires.
La sede cuenta con una amplia variedad de servicios en sus amplias instalaciones entre las que se destacan sus tres piscinas climatizadas que funcionan todo el año; un amplio solárium de 150 metros cuadrados de césped natural; tres salones de aeróbica y uno de spinning. A su vez cuenta con un espacio polideportivos; y amplios vestuarios con lockers y un bar-restaurante.

### Predio Martín Coronado
A fines de 2019, Estudiantes, comenzó la construcción de un nuevo predio para los planteles, para mediados de 2020 ya se habían edificado más de 360m2. En agosto de 2021, bajo la gestión de Diego Valenzuela en Tres de Febrero, Estudiantes, firmó un convenio por 30 años para hacer uso gratuitamente del futuro predio ubicado en las calles Panamá y Juan XXIII en el barrio de Martin Coronado.
El 15 de agosto de 2022, en el cumpleaños número 124° de la fundación del club, se inauguró el Predio Martín Coronado, en el barrio homónimo. El predio cuenta con dos canchas, una de césped sintético, otra de césped natural para que entrene el plantel profesional, el femenino y las juveniles e infantiles del club. También dispone de instalaciones básicas y garaje.

### Concentración

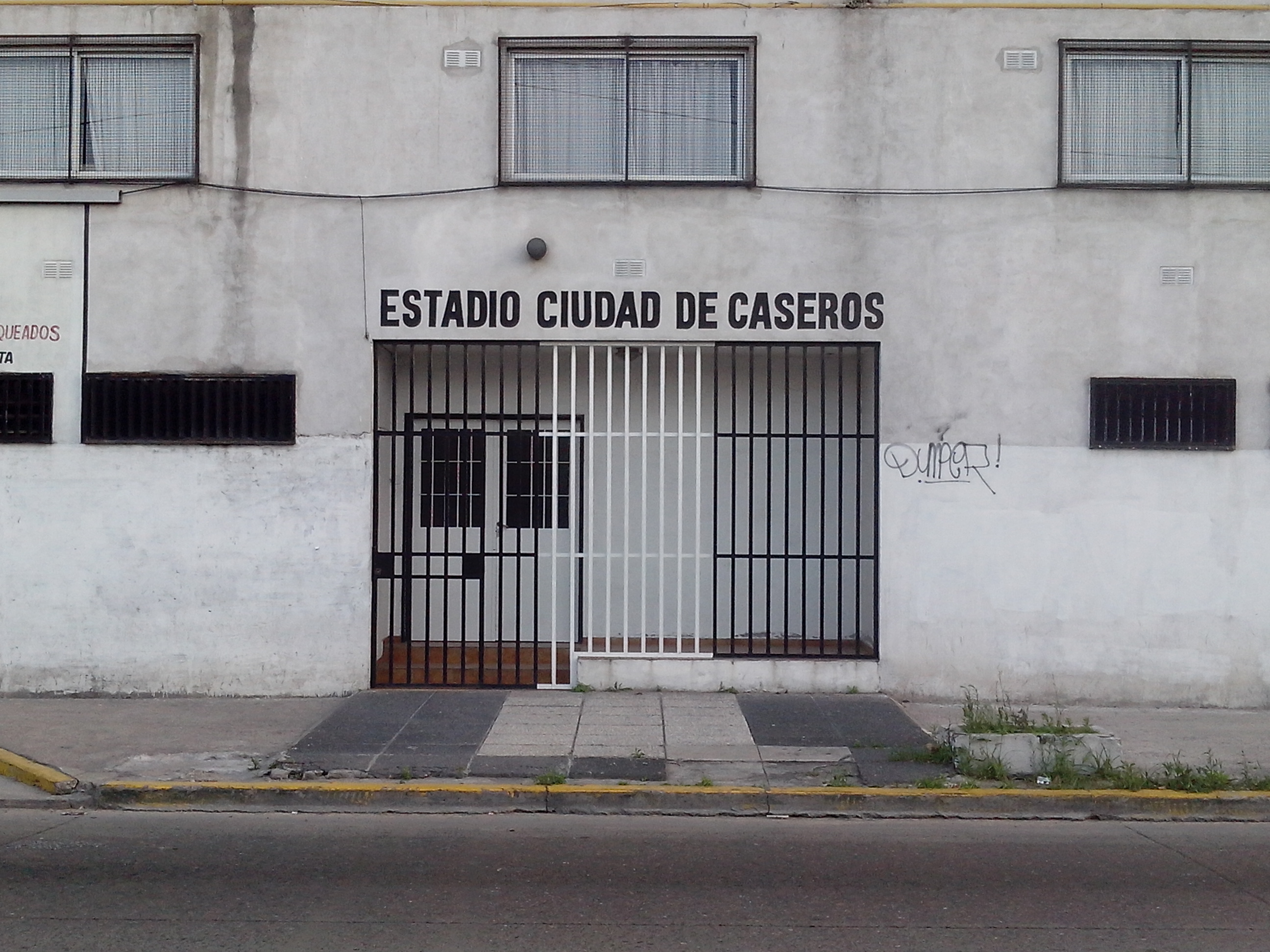
Entrada principal a la concentración.

Debajo del sector de plateas Juan Zanella del Estadio Ciudad de Caseros se encuentra ubicada la concentración Ricardo Trigilli que fue inaugurada a mediados del año 2005. El nombre de la concentración es en homenaje al director técnico que ascendió al club a Primera División en 1977 y a la Primera B Nacional en 1996. En dicha concentración, el plantel tiene la oportunidad de concentrar antes de cada encuentro. El 17 de septiembre de 2008 se inauguró una sala de ocio, juego y recreación, anexa a la concentración, para ser utilizada por el plantel profesional del club.

## Hinchada
Hinchada, según su definición, es un término utilizado en Argentina y varios países de Latinoamérica para referirse al grupo organizado de aficionados o simpatizantes a un deporte y parciales de un equipo, cuya actuación se caracteriza por el uso de cánticos de aliento. La hinchada del Estudiantes de Buenos Aires, como la de la mayoría de los equipos del fútbol argentino, por ser el deporte más popular del país, cuadra en esta definición.

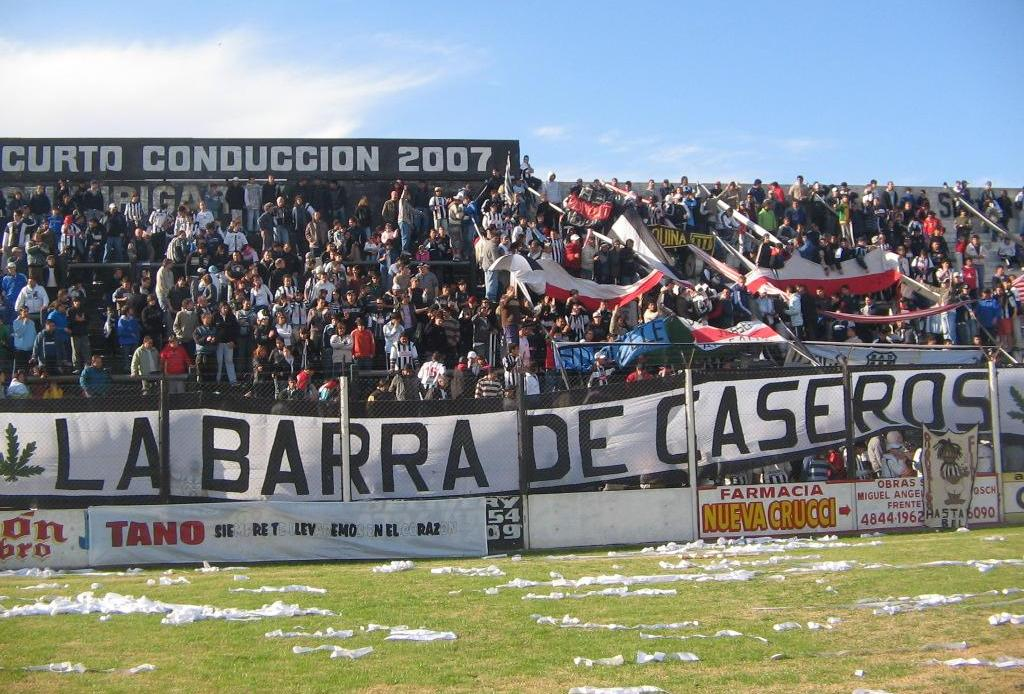
La Barra de Caseros con sus Trofeos.

Conocida como "La Barra de Caseros", es la barra que acompaña a Estudiantes en sus presentaciones, el pincha es acompañado en gran número cuando juega contra algún rival de gran importancia.
La Barra de Caseros ha estado involucrada en innumerables hechos de violencia sobre todo en la década de los 90, aunque a partir del 2000 también se la ha nombrado en varios medios:
A comienzos de dicho año se enfrentó simultáneamente con la Policía y la hinchada de Almirante Brown en Casanova. Estas hinchadas se siguieron enfrentando años posteriores protagonizando peligrosas batallas campales.
También tuvo problemas con la parcialidad de Sportivo Italiano en las vías del Ferrocarril San Martín. Con hinchas de All Boys y de Tigre en Caseros. En el año 2004 hubo un secuestro masivo de banderas de Los Andes.
La Barra de Caseros también ha tenido hechos violentos con diversos clubes del ascenso como El Porvenir, Sarmiento (J), Chacarita Juniors, Platense, Atlanta, Deportivo Morón, Central Córdoba de Rosario y Temperley.
Luego de compartir sendas amistades con las instituciones de Deportivo Merlo y San Miguel, a fines de los años 90 se produjeron varios hechos de violencia, que generaron ciertas rivalidades. Sin embargo, con el clásico rival Almagro, protagoniza una de las rivalidades con más historia e intensidad del fútbol argentino.

## Récords y hechos destacados
- Primer equipo de Argentina en tener mayoría de argentinos entre sus once jugadores.

- Primer equipo de Argentina en jugar fuera de las márgenes del Río de la Plata.

- Primer equipo de Argentina en jugar en Brasil, en 1910.

- Primer equipo de Argentina en cobrar entrada para presenciar un partido de fútbol.

- Primer equipo de Argentina en jugar con un patrocinador en la camiseta, Cooperativa Sáenz Peña en el Metropolitano 1978.[193][194][195][196]

- Primer equipo de Buenos Aires en disputar un partido de fútbol contra un equipo de otra provincia, más precisamente en Córdoba contra un combinado de la Liga Cordobesa en 1907.

- Primer equipo de Buenos Aires en disputar un partido de fútbol en Rosario, contra Newell's Old Boys en 1907.

- Con Montevideo Wanderers de Uruguay posee la amistad entre clubes más antigua del fútbol mundial. Nacida en agosto de 1903.

- Contra Porteño disputó el primer partido filmado en la historia del fútbol argentino. Fue en 1915, válido por el torneo de Primera División.

- Contra Unión disputó el primer partido de fútbol profesional en la Ciudad de Santa Fe, en 1940.

- En 1906, Estudiantes disputó un amistoso con la Selección de Sudáfrica triunfando ésta por tres tantos contra dos. Dicho cotejo fue jugado en la ciudad de Buenos Aires.[197]

- Maximiliano Susán es el jugador argentino que más goles hizo en un encuentro, al convertir doce goles a Lomas Athletic Club en 1909.[198][199]

- Equipo argentino con más temporadas durante la era amateur, con 31 en total.

- Equipo argentino con más partidos disputados en la era amateur, con un total de 669 encuentros.

- Equipo argentino con más campeonatos de Tercera División: 5 (1903, 1904, 1942, 1966 y 2000).

- Las camisetas titulares de Montevideo Wanderers, Chaco For Ever, Liniers de Bahía Blanca y C. A. Sportivo de 25 de Mayo, son a rayas verticales negras y blancas en homenaje al Club Atlético Estudiantes.

- En solamente 14 años ascendió de la Primera D a la Primera División. (1963-1977)

- En 1977 Estudiantes ascendió a Primera División, 19 años después Estudiantes ascendió pero al Nacional B, lo más llamativo es que fue con el mismo director técnico: Ricardo Trigilli.

## Campeonatos, ascensos y descensos

### Amateurismo
- 1903: Ascenso a Primera División.
- 1903: Campeón de Tercera División.[Nota 1]
- 1904: Campeón de Tercera División.[Nota 1]
- 1904: Campeón de la Copa Competencia de Tercera División.[Nota 1]
- 1906: Campeón de Segunda División.[Nota 1]
- 1910: Campeón de la Copa de Competencia Jockey Club.
- 1934: Descenso a Segunda División por fusión de federaciones.[200][201][202]

### Profesionalismo
- 1940: Descenso de Segunda División a Tercera División.
- 1942: Ascenso a Segunda División como campeón de Tercera División.
- 1949: Descenso de Primera B a Primera División Amateur, por reestructuración.
- 1959: Descenso de Primera C a la Cuarta División de Ascenso.
- 1963: Ascenso a Primera C de la Tercera División de Ascenso, por reestructuración.
- 1966: Ascenso a Primera B como campeón de Tercera División.
- 1977: Ascenso a Primera División como campeón de Primera B.
- 1978: Descenso de Primera División a Primera B.
- 1986: Relegamiento a la Primera B Metropolitana, por no clasificación al Nacional B.
- 1996: Ascenso al Nacional B por Torneo Reducido.
- 1999: Descenso del Nacional B a Primera B Metropolitana.
- 2000: Ascenso al Nacional B como campeón de Primera B Metropolitana.
- 2001: Descenso del Nacional B a Primera B Metropolitana.
- 2019: Ascenso al Nacional B de Primera B Metropolitana.

## Datos del club
Actualizado hasta la temporada 2025, inclusive.
Total de temporadas en AFA: 127.
 Aclaración: Las temporadas no siempre son equivalentes a los años. Se registran cuatro temporadas cortas: 1986, 2014, 2016 y 2020.  

- Temporadas en 1.ª: 32
  - Temporadas en Primera División (AAF/AAmAF/AFAP): 31 (1904-1934)
  - Temporadas en Primera División (AFA): 1 (1978)
- Temporadas en 2.ª: 46
  - Temporadas en Primera Nacional: 11 (1996/97-1998/99, 2000/01, y 2019/20-)
  - Temporadas en Primera B: 32 (1935-1940, 1943-1949, 1967-1977 y 1979-1986)
  - Temporadas en Segunda División: 3 (1901-1903)
- Temporadas en 3.ª: 45
  - Temporadas en Primera C: 15 (1941-1942, 1950-1959 y 1964-1966)
  - Temporadas en Primera B Metropolitana: 30 (1986/87-1995/96 1999/2000 y 2001/02-2018/19)
- Temporadas en 4.ª: 4
  - Temporadas en Primera D: 4 (1960-1963)

- Ubicación en la Tabla Histórica de Primera División: 27º (589 pts)
- Máximo goleador: Maximiliano Susán (109)[203]
- Más partidos disputados: Juan Carlos Bravo (283)[204]
- Entrenador más ganador: Ricardo Trigilli[205]
- Jugador más ganador: Javier González[206]
- Mejor puesto en Primera División: 2.º (dos veces en 1907 y 1914)
- Peor puesto en Primera División: 33º (1927)
- Mayores goleadas conseguidas
  - En Era amateur: 18-0 a Lomas Athletic Club en 1909
  - En Primera A: 2-0 a Rosario Central en 1978
  - En Nacional B: 5-3 a San Martín (SJ) en 2020
  - En Primera B: 8-1 a Sportivo Dock Sud en 1969
  - En Primera C: 7-1 a Justo José de Urquiza en 1942
  - En Primera D: 10-2 a Defensores de Corrientes en 1961, Sportivo Palermo en 1962
  - En Copa Argentina: 6-1 a Platense en 2013
- Mayores goleadas recibidas
  - En Era amateur: 0-10 vs Independiente en 1920
  - En Primera A: 0-5 vs Huracán en 1978
  - En Nacional B: 0-6 vs Los Andes en 1996
  - En Primera B: 1-11 vs Sportivo Dock Sud en 1940
  - En Primera B: 2-7 vs Talleres (RdE) en 1940
  - En Primera C: 0-7 vs Tiro Federal (Rosario) en 1955
  - En Primera D: 0-6 vs Italiano en 1960
  - En Copa Argentina: 2-3 vs Atlético Tucumán en 2011

## Participaciones en copas

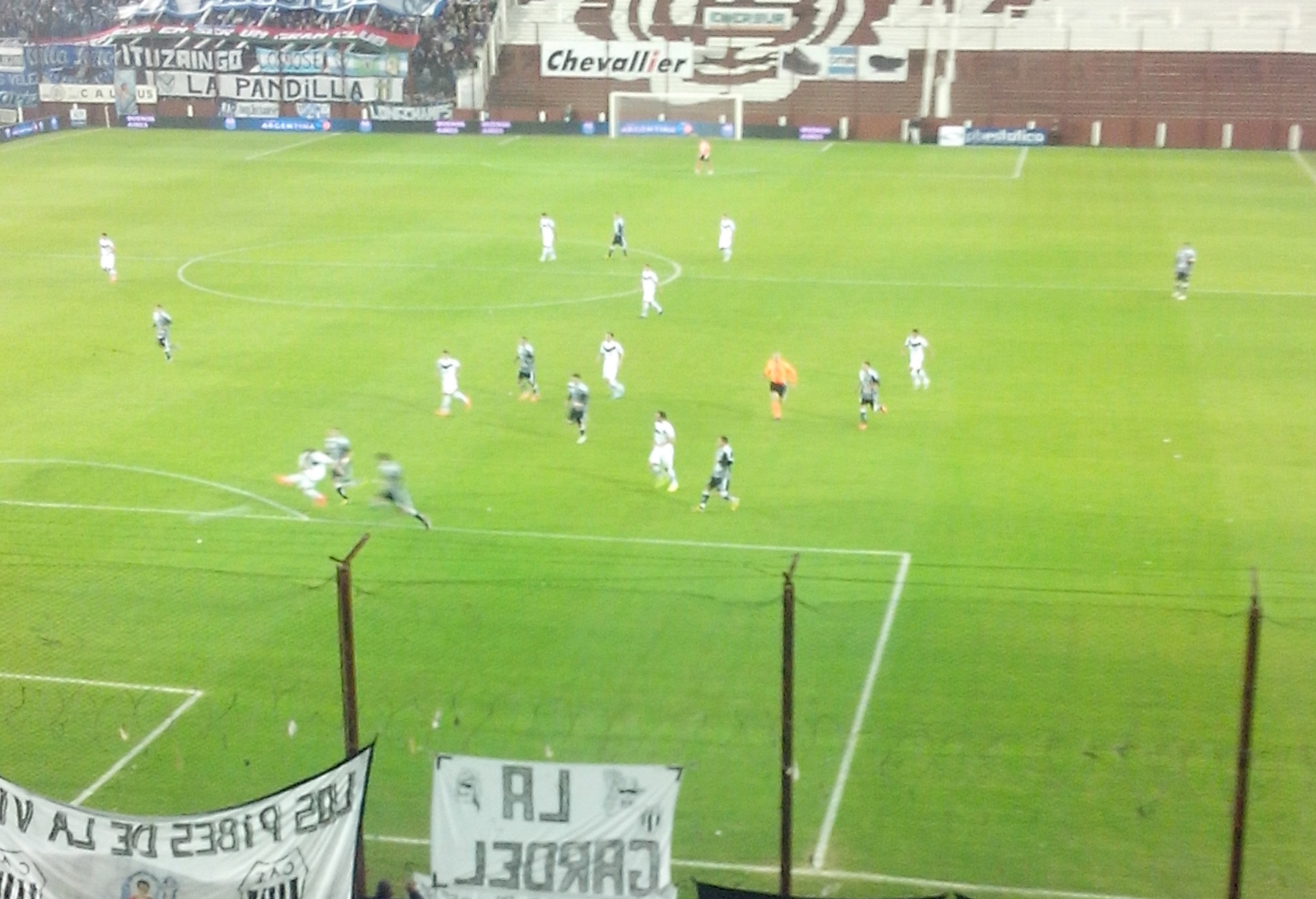
Encuentro entre Estudiantes y Vélez Sarsfield jugado en el Ciudad de Lanús, válido por los dieciseisavos de final de la Copa Argentina 2013/14.

A lo largo de la historia Estudiantes ha participado en varias competiciones correspondientes a certámenes de Copa nacional y otros torneos no regulares. Dicha participación se inició en 1903, precisamente en la Copa Bullrich de Segunda División resultando subcampeón. En el plano nacional, en 1905 comenzó sus participaciones en la Copa de Honor siendo sus mejores resultados los subcampeonatos de 1906, 1909 y 1913. En el plano internacional, tras coronarse campeón de la Copa de Competencia Jockey Club en la edición de 1910, Estudiantes participó por primera vez de una Copa Rioplatense, clasificando a la final de la Cup Tie Competition de 1910, certamen internacional organizado conjuntamente por la AFA y AUF, contra Peñarol aunque finalmente la competición no pudo concluir por un conflicto del club uruguayo. En la década de 1920, Estudiantes participó de la Copa Competencia de la Asociación Amateurs en 4 ediciones sin buenos resultados. Mientras que la Copa de Competencia Jockey Club de 1933 y la Copa Bullrich de 1934 fueron las últimas competiciones jugadas por Estudiantes en el amateurismo.

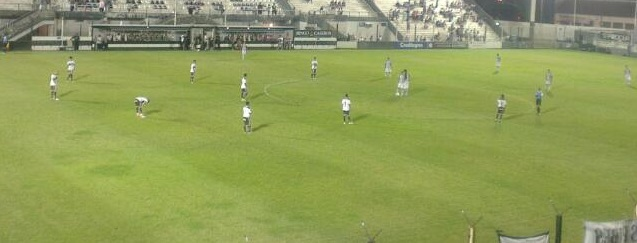
Partido correspondiente a la Copa Argentina 2013/14, entre Estudiantes y Platense.

En la Era profesional, Estudiantes participó de 3 torneos no regulares pertenecientes a la Segunda División del fútbol argentino: El primero fue el Torneo Preparación, certamen no regular jugado por única vez en la primera mitad del año 1937. Los otros dos torneos disputados correspondieron al Torneo Promocional de la Primera B, competición que se jugó solamente en dos ediciones, el Torneo Promocional 1967 y el Torneo Promocional 1968.
En el marco de la Copa Argentina, desde la reedición del torneo en la temporada 2011/12 Estudiantes disputó la mayoría de las ediciones alcanzando la fase final en cada una de ellas. Sus mejores participaciones fueron en las ediciones 2012/13 y 2018/19 llegando a semifinales y en la Copa Argentina 2013/14 arribando a cuartos de final.

### Copas Nacionales
| Competición                             | Temporada | PJ | PG | PE | PP | GF | GC | Resultado        |
| --------------------------------------- | --------- | -- | -- | -- | -- | -- | -- | ---------------- |
| Era amateur                             |           |    |    |    |    |    |    |                  |
| Copa Bullrich                           | 1903      | 3  | 2  | 0  | 1  | ?  | ?  | Subcampeón       |
| Copa Bullrich                           | 1934      | 3  | 1  | 0  | 2  | 4  | 5  | Primera ronda    |
| Cup Tie Competition                     | 1904      | 1  | 0  | 0  | 1  | 1  | 2  | Cuartos de final |
| Cup Tie Competition                     | 1905      | 1  | 0  | 0  | 1  | 0  | 1  | Octavos de final |
| Cup Tie Competition                     | 1906      | 1  | 0  | 0  | 1  | 2  | 4  | Primera ronda    |
| Copa de Honor                           | 1905      | 1  | 0  | 0  | 1  | 1  | 4  | Cuartos de final |
| Copa de Honor                           | 1906      | 3  | 2  | 0  | 1  | 7  | 5  | Subcampeón       |
| Copa de Honor                           | 1907      | 2  | 1  | 0  | 1  | 3  | 6  | Cuartos de final |
| Copa de Honor                           | 1908      | 1  | 0  | 0  | 1  | 2  | 5  | Octavos de final |
| Copa de Honor                           | 1909      | 4  | 3  | 0  | 1  | 11 | 13 | Subcampeón       |
| Copa de Honor                           | 1911      | 1  | 0  | 0  | 1  | 3  | 4  | Octavos de final |
| Copa de Honor                           | 1912      | 2  | 1  | 0  | 1  | 3  | 7  | Cuartos de final |
| Copa de Honor                           | 1913      | 4  | 3  | 0  | 1  | 13 | 11 | Subcampeón       |
| Copa de Honor                           | 1915      | 1  | 0  | 0  | 1  | 1  | 2  | Primera ronda    |
| Copa de Honor                           | 1916      | 3  | 1  | 1  | 1  | 4  | 2  | Segunda ronda    |
| Copa de Honor                           | 1917      | 1  | 0  | 0  | 1  | 0  | 3  | Segunda ronda    |
| Copa de Honor                           | 1918      | 1  | 0  | 0  | 1  | 2  | 4  | Segunda ronda    |
| Copa de Competencia Jockey Club         | 1907      | 1  | 0  | 0  | 1  | 1  | 3  | Octavos de final |
| Copa de Competencia Jockey Club         | 1908      | 3  | 1  | 1  | 1  | 5  | 5  | Cuartos de final |
| Copa de Competencia Jockey Club         | 1909      | 3  | 2  | 0  | 1  | 21 | 3  | Semifinal        |
| Copa de Competencia Jockey Club         | 1910      | 4  | 3  | 1  | 0  | 12 | 8  | Campeón          |
| Copa de Competencia Jockey Club         | 1911      | 6  | 3  | 2  | 1  | 13 | 9  | Subcampeón       |
| Copa de Competencia Jockey Club         | 1912      | 2  | 1  | 0  | 1  | 10 | 6  | Cuartos de final |
| Copa de Competencia Jockey Club         | 1913      | 3  | 2  | 0  | 1  | 7  | 5  | Cuartos de final |
| Copa de Competencia Jockey Club         | 1914      | 3  | 2  | 0  | 1  | 5  | 3  | Cuartos de final |
| Copa de Competencia Jockey Club         | 1915      | 1  | 0  | 0  | 1  | 0  | 2  | Segunda ronda    |
| Copa de Competencia Jockey Club         | 1916      | 1  | 0  | 0  | 1  | 0  | 2  | Primera ronda    |
| Copa de Competencia Jockey Club         | 1917      | 2  | 0  | 1  | 1  | 0  | 2  | Segunda ronda    |
| Copa de Competencia Jockey Club         | 1918      | 3  | 2  | 0  | 1  | 3  | 5  | Octavos de final |
| Copa de Competencia Jockey Club         | 1919      | 1  | 0  | 0  | 1  | 2  | 3  | Segunda ronda    |
| Copa de Competencia Jockey Club         | 1931      | 7  | 3  | 1  | 3  | 6  | 5  | Primera ronda    |
| Copa de Competencia Jockey Club         | 1933      | 6  | 2  | 1  | 3  | 6  | 7  | Primera ronda    |
| Copa Competencia de Asociación Amateurs | 1920      | 1  | 0  | 0  | 1  | 2  | 4  | Primera ronda    |
| Copa Competencia de Asociación Amateurs | 1924      | 10 | 1  | 1  | 8  | 5  | 20 | Primera ronda    |
| Copa Competencia de Asociación Amateurs | 1925      | 4  | 0  | 0  | 4  | 0  | 6  | Primera ronda    |
| Copa Competencia de Asociación Amateurs | 1926      | 3  | 0  | 0  | 3  | 2  | 9  | Primera ronda    |
| Era profesional                         |           |    |    |    |    |    |    |                  |
| Copa de Competencia de Segunda División | 1934      | 3  | 1  | 0  | 2  | 4  | 4  | Primera ronda    |
| Torneo Preparación de Segunda División  | 1937      | 8  | 4  | 0  | 4  | 15 | 17 | Primera ronda    |
| Torneo Preparación de Segunda División  | 1944      | 5  | 1  | 0  | 4  | 6  | 17 | Primera ronda    |
| Torneo Promocional de Primera B         | 1967      | 20 | 5  | 7  | 8  | 20 | 28 | 10.º             |
| Torneo Promocional de Primera B         | 1968      | 16 | 4  | 2  | 10 | 15 | 23 | 7.º              |
| Copa Argentina                          | 2011/12   | 3  | 1  | 1  | 1  | 5  | 5  | 32avos de final  |
| Copa Argentina                          | 2012/13   | 7  | 4  | 3  | 0  | 10 | 3  | Semifinal        |
| Copa Argentina                          | 2013/14   | 7  | 5  | 2  | 0  | 12 | 2  | Cuartos de final |
| Copa Argentina                          | 2014/15   | 3  | 2  | 1  | 0  | 5  | 3  | 32avos de final  |
| Copa Argentina                          | 2015/16   | 1  | 0  | 0  | 1  | 0  | 2  | 32avos de final  |
| Copa Argentina                          | 2016/17   | 1  | 0  | 1  | 0  | 1  | 1  | 32avos de final  |
| Copa Argentina                          | 2017/18   | 1  | 0  | 0  | 1  | 0  | 1  | 32avos de final  |
| Copa Argentina                          | 2018/19   | 5  | 2  | 2  | 1  | 9  | 8  | Semifinal        |
| Copa Argentina                          | 2019/20   | 1  | 0  | 0  | 1  | 0  | 1  | 32avos de final  |
| Copa Argentina                          | 2023      | 1  | 0  | 0  | 1  | 0  | 1  | 32avos de final  |
| Copa Argentina                          | 2025      | -  | -  | -  | -  | -  | -  | A disputarse     |

### Copas internacionales
| Competición         | Temporada | PJ | PG | PE | PP | GF | GC | Resultado |
| ------------------- | --------- | -- | -- | -- | -- | -- | -- | --------- |
| Era amateur         |           |    |    |    |    |    |    |           |
| Cup Tie Competition | 1910      | 1  | 0  | 1  | 0  | 2  | 2  | Finalista |

## Cronología
| \| - 1898: Fundación del club, el 15 de agosto, como Club Colegio Nacional Sur. - 1899: Cambia el nombre a Club de los Estudiantes. - 1901: 4.º en Segunda División. Se inscribe en la Asociación, primera temporada disputada. - 1902: 2.º en Segunda División. Juega su primer partido internacional contra Montevideo Wanderers. - 1903: 2.º en Segunda División. Ascenso a Primera División. Subcampeón de Copa Bullrich. El equipo reserva se adjudica la Tercera División. - 1904: 5.º en Primera División. Cuartos de final en Copa Competencia. El equipo de reserva consigue la Tercera División y la Copa Competencia de Tercera. - 1905: 3.º en Primera División. Octavos de final en Copa Competencia. Cuartos de final en Copa de Honor. - 1906: 3.º en el grupo A de Primera División. Primera ronda en Copa Competencia. Subcampeón de la Copa de Honor. El equipo de reserva consigue la Segunda División. - 1907: 2.º en Primera División. Octavos de final en Copa Competencia. Cuartos de final en Copa de Honor. Amistosos en Santa Fe y Córdoba. - 1908: 5.º en Primera División. Cuartos de final en Copa Competencia. Octavos de final en Copa de Honor. - 1909: 4.º en Primera División. Semifinales en Copa de Competencia. Subcampeón de la Copa de Honor. - 1910: 4.º en Primera División. Campeón de la Copa Competencia. Gira por Brasil. Juega la Cup Tie Competition, primer torneo internacional oficial. - 1911: 8.º en Primera División. Subcampeón de la Copa de Competencia. Semifinales en Copa de Honor. - 1912: 4.º en Primera División. Cuartos de final en Copa de Competencia y en Copa de Honor. - 1913: 8.º en Primera División. Cuartos de final en Copa de Competencia. Subcampeón de la Copa de Honor. - 1914: 2.º en Primera División. Cuartos de final en Copa de Competencia. - 1915: 9.º en Primera División. 2.º ronda en Copa de Competencia. 1.º ronda en Copa de Honor - 1916: 19.º en Primera División. 1.ª ronda en Copa de Competencia. 2.º ronda en Copa de Honor - 1917: 19.º en Primera División. 2.ª ronda en Copa de Competencia y en Copa de Honor. - 1918: 15.º en Primera División. Octavos de final en Copa de Competenca. 2.º ronda en Copa de Honor - 1919: 2.º ronda en Copa de Competencia. Afiliación a la Asociación disidente. 14.º en Primera División. - 1920: 19.º en Primera División Amateurs. 1.ª ronda en Copa de Competencia Amateurs. - 1921: 14.º en Primera División Amateurs. - 1922: 19.º en Primera División Amateurs. - 1923: 20.º en Primera División Amateurs. - 1924: 24.º en Primera División Amateurs. 1.ª ronda en Copa de Competencia Amateurs. - 1925: 25.º en Primera División Amateurs. 1.ª ronda en Copa de Competencia Amateurs. - 1926: 24.º en Primera División Amateurs. 1.º ronda en Copa de Competencia Amateurs. - 1927: 33.º en Primera División Amateurs. - 1928: 28.º en Primera División Amateurs. - 1929: 17.º en grupo impar de Primera División Amateurs. - 1930: 22.º en Primera División Amateurs. - 1931: 11.º en Primera División Amateurs. 1.ª ronda en Copa de Competencia Amateurs. - 1932: 8.º en Primera División Amateurs. - 1933: 19.º en Primera División Amateurs. 1.ª ronda en Copa de Competencia Amateurs. - 1934: 7.º en Primera División Amateurs. Descenso a Segunda División (fusión de asociaciones). 1.º ronda en Copa de Competencia de Segunda División. - 1935: 31.º en Segunda División. - 1936: 29.º en Segunda División. - 1937: 7.º en Segunda División. 1.ª ronda en Torneo Preparación. - 1938: 15.º en Segunda División. - 1939: 31.º en Segunda División. \| \| - 1940: 17.º en Segunda División. Descenso a Tercera División. - 1941: 7.º en Tercera División. - 1942: 1.º en Tercera División. Ascenso a Segunda División. - 1943: 13.º en Segunda División. - 1944: 18.º en Segunda División. - 1945: 20.º en Segunda División. - 1946: 17.º en Segunda División. - 1947: 9.º en Segunda División. - 1948: 11.º en grupo B Segunda División. 7.º en zona descenso. - 1949: 14.º en Segunda División. Descenso a Tercera División por reestructuración. - 1950: 10.º en Tercera División. - 1951: 9.º en Tercera División. - 1952: 5.º en Tercera División. - 1953: 6.º en Tercera División. - 1954: 12.º en Tercera División. - 1955: 15.º en Tercera División. - 1956: 6.º en Tercera División. - 1957: 11.º en Tercera División. - 1958: 17.º en Tercera División. - 1959: 18.º en Tercera División. Descenso a Cuarta División. - 1960: 3.º en Cuarta División. - 1961: 3.º en zona A de Cuarta División. 6.º en ronda final. - 1962: 2.º en zona A de Cuarta División. 2.º en ronda final. - 1963: 1.º en zona A de Cuarta División. 2.º en ronda final. Ascenso a Tercera División por reestructuración. - 1964: 11.º en Tercera División. - 1965: 2.º en Tercera División. - 1966: 1.º en Tercera División. Ascenso a Segunda División. - 1967: 6.º en zona B de Segunda División. 10.º en Torneo Promocional. - 1968: 6.º en Segunda División. 7.º en Torneo Promocional. - 1969: 6.º en Segunda División. 9.º en grupo campeonato. - 1970: 6.º en Segunda División. 4.º en grupo campeonato. - 1971: 13.º en Segunda División. - 1972: 15.º en Segunda División. - 1973: 17.º en Segunda División. - 1974: 8.º en zona Norte del Torneo Preparación Segunda División. 2.º en zona Norte de Copa Campeonato de Segunda División. 1.º en ronda final Copa Campeonato. 3.º en grupo campeonato, pierde desempate con Unión (SF). - 1975: 20.º en Segunda División. - 1976: 12.º en Segunda División. - 1977: 1.º en Segunda División. Ascenso a Primera División. 1.ª ronda del Torneo Nacional de Primera División - 1978: 21.º en el Torneo Metropolitano. Descenso a Segunda División. - 1979: 10.º en Segunda División. - 1980: 5.º en Segunda División. - 1981: 9.º en Segunda División. - 1982: 8.º en grupo B de Segunda División. - 1983: 5.º en grupo B de Segunda División. Cuartos de final en Torneo Reducido. - 1984: 7.º en grupo B de Segunda División. - 1985: 5.º en grupo B de Segunda División. - 1986: 5.º en grupo B de Segunda División. Descenso a Tercera División por reestructuración. - 1986/87: 3.º en Tercera División. Cuartos de final en Torneo Zonal Noroeste. - 1987/88: 9.º en Tercera División. Semifinales en Torneo Reducido. - 1988/89: 4.º en Tercera División. Cuartos de final en Torneo Zonal Noroeste. \| \| - 1989/90: 9.º en Tercera División. - 1990/91: 5.º en Tercera División. Cuartos de final en Torneo Zonal Sureste. - 1991/92: 14.º en Tercera División. - 1992/93: 14.º en Tercera División. - 1993/94: 18.º en Apertura y 7.º en Clausura de Tercera División. - 1994/95: 10.º en Apertura y 15.º en Clausura de Tercera División. - 1995/96: 4.º en Apertura y 2.º en Clausura de Tercera División. Ganador de Torneo Reducido. Ascenso a Segunda División. - 1996/97: 8.º en zona B2 de Segunda División. 4.º en zona permanencia. - 1997/98: 8.º en zona metropolitana de Segunda División. 5.º en zona campeonato. - 1998/99: 17.º en zona metropolitana de Segunda División. Descenso a Tercera División. - 1999/2000: 2.º en Tercera División. Ganador de Torneo Reducido. Ascenso a Segunda División. - 2000/01: 11.º en zona metropolitana de Segunda División. Descenso a Tercera División. - 2001/02: 3.º en Tercera División. Semifinales en Torneo Reducido. - 2002/03: 5.º en Apertura y 8.º en zona C Clausura de Tercera División. Semifinales en Torneo Reducido. - 2003/04: 8.º en Apertura y 5.º en Clausura de Tercera División. - 2004/05: 14.º en Apertura y 14.º en Clausura de Tercera División. - 2005/06: 10.º en Apertura y 7.º en zona B Clausura de Tercera División. Semifinales en Torneo Reducido. - 2006/07: 1.º en Apertura y 9.º en Clausura de Tercera División. Pierde final. Ganador de Torneo Reducido. Pierde promoción. - 2007/08: 10.º en Tercera División. - 2008/09: 7.º en Tercera División. Cuartos de final en Torneo Reducido. - 2009/10: 4.º en Tercera División. Semifinales en Torneo Reducido. - 2010/11: 2.º en Tercera División. Cuartos de final en Torneo Reducido. - 2011/12: 3.º en Tercera División. Semifinales en Torneo Reducido. 32avos de final en Copa Argentina. - 2012/13: 6.º en Tercera División. Semifinales en Copa Argentina. - 2013/14: 14.º en Tercera División. Cuartos de final en Copa Argentina. - 2014: 2.º en zona A de Tercera División. Semifinales en Torneo Reducido. - 2015: 2.º en Tercera División. Semifinales en Torneo Reducido. 32avos de final en Copa Argentina. - 2016: 19.º en Tercera División. 32avos de final en Copa Argentina. - 2016/17: 6.º en Tercera División. Semifinales en Torneo Reducido. 32avos de final en Copa Argentina. - 2017/18: 2.º en Tercera División. Semifinales en Torneo Reducido. 32avos de final en Copa Argentina. - 2018/19: 3.º en Tercera División. Ascenso a Segunda División. Semifinales en Copa Argentina. - 2019/20: 3.º en zona A de Segunda División. 32avos de final en Copa Argentina. - 2020: 3.º en zona A campeonato de Segunda División. Semifinales en Torneo Reducido. - 2021: 11.º en zona A de Segunda División. - 2022: 7.º en Segunda División. Final en Torneo Reducido. - 2023: 11.º en zona B de Segunda División. 32avos de final en Copa Argentina. - 2024: 6.º en zona A de Segunda División. Octavos de final en Torneo Reducido. - 2025: A disputarse. \| |  | |  | |
| - 1898: Fundación del club, el 15 de agosto, como Club Colegio Nacional Sur. - 1899: Cambia el nombre a Club de los Estudiantes. - 1901: 4.º en Segunda División. Se inscribe en la Asociación, primera temporada disputada. - 1902: 2.º en Segunda División. Juega su primer partido internacional contra Montevideo Wanderers. - 1903: 2.º en Segunda División. Ascenso a Primera División. Subcampeón de Copa Bullrich. El equipo reserva se adjudica la Tercera División. - 1904: 5.º en Primera División. Cuartos de final en Copa Competencia. El equipo de reserva consigue la Tercera División y la Copa Competencia de Tercera. - 1905: 3.º en Primera División. Octavos de final en Copa Competencia. Cuartos de final en Copa de Honor. - 1906: 3.º en el grupo A de Primera División. Primera ronda en Copa Competencia. Subcampeón de la Copa de Honor. El equipo de reserva consigue la Segunda División. - 1907: 2.º en Primera División. Octavos de final en Copa Competencia. Cuartos de final en Copa de Honor. Amistosos en Santa Fe y Córdoba. - 1908: 5.º en Primera División. Cuartos de final en Copa Competencia. Octavos de final en Copa de Honor. - 1909: 4.º en Primera División. Semifinales en Copa de Competencia. Subcampeón de la Copa de Honor. - 1910: 4.º en Primera División. Campeón de la Copa Competencia. Gira por Brasil. Juega la Cup Tie Competition, primer torneo internacional oficial. - 1911: 8.º en Primera División. Subcampeón de la Copa de Competencia. Semifinales en Copa de Honor. - 1912: 4.º en Primera División. Cuartos de final en Copa de Competencia y en Copa de Honor. - 1913: 8.º en Primera División. Cuartos de final en Copa de Competencia. Subcampeón de la Copa de Honor. - 1914: 2.º en Primera División. Cuartos de final en Copa de Competencia. - 1915: 9.º en Primera División. 2.º ronda en Copa de Competencia. 1.º ronda en Copa de Honor - 1916: 19.º en Primera División. 1.ª ronda en Copa de Competencia. 2.º ronda en Copa de Honor - 1917: 19.º en Primera División. 2.ª ronda en Copa de Competencia y en Copa de Honor. - 1918: 15.º en Primera División. Octavos de final en Copa de Competenca. 2.º ronda en Copa de Honor - 1919: 2.º ronda en Copa de Competencia. Afiliación a la Asociación disidente. 14.º en Primera División. - 1920: 19.º en Primera División Amateurs. 1.ª ronda en Copa de Competencia Amateurs. - 1921: 14.º en Primera División Amateurs. - 1922: 19.º en Primera División Amateurs. - 1923: 20.º en Primera División Amateurs. - 1924: 24.º en Primera División Amateurs. 1.ª ronda en Copa de Competencia Amateurs. - 1925: 25.º en Primera División Amateurs. 1.ª ronda en Copa de Competencia Amateurs. - 1926: 24.º en Primera División Amateurs. 1.º ronda en Copa de Competencia Amateurs. - 1927: 33.º en Primera División Amateurs. - 1928: 28.º en Primera División Amateurs. - 1929: 17.º en grupo impar de Primera División Amateurs. - 1930: 22.º en Primera División Amateurs. - 1931: 11.º en Primera División Amateurs. 1.ª ronda en Copa de Competencia Amateurs. - 1932: 8.º en Primera División Amateurs. - 1933: 19.º en Primera División Amateurs. 1.ª ronda en Copa de Competencia Amateurs. - 1934: 7.º en Primera División Amateurs. Descenso a Segunda División (fusión de asociaciones). 1.º ronda en Copa de Competencia de Segunda División. - 1935: 31.º en Segunda División. - 1936: 29.º en Segunda División. - 1937: 7.º en Segunda División. 1.ª ronda en Torneo Preparación. - 1938: 15.º en Segunda División. - 1939: 31.º en Segunda División. |  | - 1940: 17.º en Segunda División. Descenso a Tercera División. - 1941: 7.º en Tercera División. - 1942: 1.º en Tercera División. Ascenso a Segunda División. - 1943: 13.º en Segunda División. - 1944: 18.º en Segunda División. - 1945: 20.º en Segunda División. - 1946: 17.º en Segunda División. - 1947: 9.º en Segunda División. - 1948: 11.º en grupo B Segunda División. 7.º en zona descenso. - 1949: 14.º en Segunda División. Descenso a Tercera División por reestructuración. - 1950: 10.º en Tercera División. - 1951: 9.º en Tercera División. - 1952: 5.º en Tercera División. - 1953: 6.º en Tercera División. - 1954: 12.º en Tercera División. - 1955: 15.º en Tercera División. - 1956: 6.º en Tercera División. - 1957: 11.º en Tercera División. - 1958: 17.º en Tercera División. - 1959: 18.º en Tercera División. Descenso a Cuarta División. - 1960: 3.º en Cuarta División. - 1961: 3.º en zona A de Cuarta División. 6.º en ronda final. - 1962: 2.º en zona A de Cuarta División. 2.º en ronda final. - 1963: 1.º en zona A de Cuarta División. 2.º en ronda final. Ascenso a Tercera División por reestructuración. - 1964: 11.º en Tercera División. - 1965: 2.º en Tercera División. - 1966: 1.º en Tercera División. Ascenso a Segunda División. - 1967: 6.º en zona B de Segunda División. 10.º en Torneo Promocional. - 1968: 6.º en Segunda División. 7.º en Torneo Promocional. - 1969: 6.º en Segunda División. 9.º en grupo campeonato. - 1970: 6.º en Segunda División. 4.º en grupo campeonato. - 1971: 13.º en Segunda División. - 1972: 15.º en Segunda División. - 1973: 17.º en Segunda División. - 1974: 8.º en zona Norte del Torneo Preparación Segunda División. 2.º en zona Norte de Copa Campeonato de Segunda División. 1.º en ronda final Copa Campeonato. 3.º en grupo campeonato, pierde desempate con Unión (SF). - 1975: 20.º en Segunda División. - 1976: 12.º en Segunda División. - 1977: 1.º en Segunda División. Ascenso a Primera División. 1.ª ronda del Torneo Nacional de Primera División - 1978: 21.º en el Torneo Metropolitano. Descenso a Segunda División. - 1979: 10.º en Segunda División. - 1980: 5.º en Segunda División. - 1981: 9.º en Segunda División. - 1982: 8.º en grupo B de Segunda División. - 1983: 5.º en grupo B de Segunda División. Cuartos de final en Torneo Reducido. - 1984: 7.º en grupo B de Segunda División. - 1985: 5.º en grupo B de Segunda División. - 1986: 5.º en grupo B de Segunda División. Descenso a Tercera División por reestructuración. - 1986/87: 3.º en Tercera División. Cuartos de final en Torneo Zonal Noroeste. - 1987/88: 9.º en Tercera División. Semifinales en Torneo Reducido. - 1988/89: 4.º en Tercera División. Cuartos de final en Torneo Zonal Noroeste. |  | - 1989/90: 9.º en Tercera División. - 1990/91: 5.º en Tercera División. Cuartos de final en Torneo Zonal Sureste. - 1991/92: 14.º en Tercera División. - 1992/93: 14.º en Tercera División. - 1993/94: 18.º en Apertura y 7.º en Clausura de Tercera División. - 1994/95: 10.º en Apertura y 15.º en Clausura de Tercera División. - 1995/96: 4.º en Apertura y 2.º en Clausura de Tercera División. Ganador de Torneo Reducido. Ascenso a Segunda División. - 1996/97: 8.º en zona B2 de Segunda División. 4.º en zona permanencia. - 1997/98: 8.º en zona metropolitana de Segunda División. 5.º en zona campeonato. - 1998/99: 17.º en zona metropolitana de Segunda División. Descenso a Tercera División. - 1999/2000: 2.º en Tercera División. Ganador de Torneo Reducido. Ascenso a Segunda División. - 2000/01: 11.º en zona metropolitana de Segunda División. Descenso a Tercera División. - 2001/02: 3.º en Tercera División. Semifinales en Torneo Reducido. - 2002/03: 5.º en Apertura y 8.º en zona C Clausura de Tercera División. Semifinales en Torneo Reducido. - 2003/04: 8.º en Apertura y 5.º en Clausura de Tercera División. - 2004/05: 14.º en Apertura y 14.º en Clausura de Tercera División. - 2005/06: 10.º en Apertura y 7.º en zona B Clausura de Tercera División. Semifinales en Torneo Reducido. - 2006/07: 1.º en Apertura y 9.º en Clausura de Tercera División. Pierde final. Ganador de Torneo Reducido. Pierde promoción. - 2007/08: 10.º en Tercera División. - 2008/09: 7.º en Tercera División. Cuartos de final en Torneo Reducido. - 2009/10: 4.º en Tercera División. Semifinales en Torneo Reducido. - 2010/11: 2.º en Tercera División. Cuartos de final en Torneo Reducido. - 2011/12: 3.º en Tercera División. Semifinales en Torneo Reducido. 32avos de final en Copa Argentina. - 2012/13: 6.º en Tercera División. Semifinales en Copa Argentina. - 2013/14: 14.º en Tercera División. Cuartos de final en Copa Argentina. - 2014: 2.º en zona A de Tercera División. Semifinales en Torneo Reducido. - 2015: 2.º en Tercera División. Semifinales en Torneo Reducido. 32avos de final en Copa Argentina. - 2016: 19.º en Tercera División. 32avos de final en Copa Argentina. - 2016/17: 6.º en Tercera División. Semifinales en Torneo Reducido. 32avos de final en Copa Argentina. - 2017/18: 2.º en Tercera División. Semifinales en Torneo Reducido. 32avos de final en Copa Argentina. - 2018/19: 3.º en Tercera División. Ascenso a Segunda División. Semifinales en Copa Argentina. - 2019/20: 3.º en zona A de Segunda División. 32avos de final en Copa Argentina. - 2020: 3.º en zona A campeonato de Segunda División. Semifinales en Torneo Reducido. - 2021: 11.º en zona A de Segunda División. - 2022: 7.º en Segunda División. Final en Torneo Reducido. - 2023: 11.º en zona B de Segunda División. 32avos de final en Copa Argentina. - 2024: 6.º en zona A de Segunda División. Octavos de final en Torneo Reducido. - 2025: A disputarse. |

## Jugadores

### Plantel 2025
- Actualizado el 2 de julio de 2025

- Los equipos argentinos están limitados a tener un cupo máximo de seis jugadores extranjeros, aunque solo cinco podrán firmar la planilla del partido

#### Altas
| Invierno           |                |                           |                      |
| Balthazar Bernardi | Defensa        | Boca Juniors              | Préstamo             |
| Enzo Acosta        | Centrocampista | Orense                    | Regresa del préstamo |
| Rodrigo Melo       | Centrocampista | Deportivo Cuenca          | Traspaso             |
| Verano             |                |                           |                      |
| Facundo Vila       | Guardameta     | Banfield                  | Libre                |
| Nicolás Barrera    | Defensa        | San Martín de Burzaco     | Libre                |
| Santiago Borges    | Defensa        | Atlético Tucumán          | Préstamo             |
| Delfor Minervino   | Defensa        | Deportivo Riestra         | Regresa del préstamo |
| Santiago Monzón    | Defensa        | Excursionistas            | Regresa del préstamo |
| Nicolás Ortíz      | Defensa        | Alvarado de Mar del Plata | Libre                |
| Franco Quinteros   | Defensa        | Agente libre              | Libre                |
| Tomás Squie        | Defensa        | Sarmiento de Resistencia  | Libre                |
| Alejandro Benítez  | Centrocampista | Ituzaingó                 | Préstamo             |
| Gonzalo Berterame  | Centrocampista | Deportivo Morón           | Libre                |
| Franco Cáceres     | Centrocampista | Ferro                     | Libre                |
| Brian Farioli      | Centrocampista | Colón de Santa Fe         | Libre                |
| Manuel Vargas      | Centrocampista | Germinal de Rawson        | Libre                |
| Jorge Correa       | Delantero      | Malut United              | Libre                |
| Agustín Paz        | Delantero      | Nueva Chicago             | Libre                |
| Sebastián Ramírez  | Delantero      | Huracán                   | Préstamo             |
| Darío Rostagno     | Delantero      | Boca Unidos de Corrientes | Traspaso             |

#### Bajas
| Invierno          |                |                                |                       |
| Lautaro Montoya   | Defensa        | Gimnasia y Tiro de Salta       | Rescisión de contrato |
| Verano            |                |                                |                       |
| Lautaro Amadé     | Guardameta     | Defensa y Justicia             | Fin del préstamo      |
| Mariano Del Col   | Defensa        | Talleres (RdE)                 | Rescisión de contrato |
| Nicolás Fernández | Defensa        | Tristán Suárez                 | Rescisión de contrato |
| David Ledesma     | Defensa        | Quilmes                        | Fin del préstamo      |
| Valentín Perales  | Defensa        | Racing de Córdoba              | Rescisión de contrato |
| Iván Valenzuela   | Defensa        | Huracán                        | Fin del préstamo      |
| Nahuel Zárate     | Defensa        | Deportivo Morón                | Fin de contrato       |
| Tomás Bacas       | Centrocampista | Sarmiento de Resistencia       | Rescisión de contrato |
| Elías Contreras   | Centrocampista | Sportivo Luqueño               | Fin de contrato       |
| Matías Lugo       | Centrocampista | Argentinos Juniors             | Fin del préstamo      |
| Sebastián Mayorga | Centrocampista | Crucero del Norte              | Rescisión de contrato |
| Fernando Miranda  | Centrocampista | Agropecuario de Carlos Casares | Rescisión de contrato |
| Ignacio Vallejos  | Centrocampista | San Lorenzo de Almagro         | Fin del préstamo      |
| Jonathan Berón    | Delantero      | Vélez Sarsfield                | Fin del préstamo      |
| Enzo Luna         | Delantero      | Huracán                        | Fin del préstamo      |
| Lautaro Ovando    | Delantero      | Argentinos Juniors             | Fin del préstamo      |

#### Cesiones
| Jugador               | Posición       | Destino                     | Fin del préstamo |
| --------------------- | -------------- | --------------------------- | ---------------- |
| Rodrigo Fumo          | Guardameta     | Liniers                     | 31-12-2025       |
| Santiago Monzón       | Defensa        | Midland                     | 31-12-2025       |
| Mauricio Aguirre      | Centrocampista | UAI Urquiza                 | 31-12-2025       |
| Santiago Camacho      | Centrocampista | Gimnasia y Esgrima de Jujuy | 31-12-2025       |
| Brian Farioli         | Centrocampista | Marathón                    | 30-06-2026       |
| Lucas Silva           | Centrocampista | UAI Urquiza                 | 31-12-2025       |
| Tomás Blanco          | Delantero      | Anzoátegui FC               | 31-12-2025       |
| Facundo Castelli      | Delantero      | Emelec                      | 31-12-2025       |
| Franco Fagúndez       | Delantero      | Deportivo Riestra           | 31-12-2025       |
| Juan Pablo Ruiz Gómez | Delantero      | Emelec                      | 31-12-2025       |
| Nicolás Toloza        | Delantero      | Deportivo Maldonado         | 31-12-2025       |
| Ian Vera              | Delantero      | Excursionistas              | 31-12-2025       |

### Jugadores con más presencias
| Futbolista           | Periodo                                    | Presencias |
| -------------------- | ------------------------------------------ | ---------- |
| Juan Carlos Bravo    | 1970-1977; 1980                            | 283        |
| Manuel Gerez         | 1975-1985                                  | 268        |
| Daniel Gojmerac      | 1997-2004; 2007-2011                       | 267        |
| Cristian Yassogna    | 2008-2014                                  | 228        |
| Ever Zárate          | 1999-2006; 2007; 2009-2010                 | 227        |
| Nicolás Gásperi      | 2008-2014                                  | 216        |
| Marcelo Vázquez      | 1980-1984; 1986-1989                       | 212        |
| José María Baldovino | 1975-1986                                  | 208        |
| Maximiliano Susán    | 1906-1920                                  | 206        |
| Eduardo Cicarello    | 1977-1981; 1984                            | 198        |
| Carlos Toloza        | 1973-1978                                  | 196        |
| Hugo Cortés          | 1976-1985                                  | 194        |
| Diego Figueroa       | 2012-2013; 2015-2021                       | 181        |
| Luis Soria           | 2008-2014                                  | 181        |
| Ricardo Pereyra      | 1999-2006                                  | 180        |
| Hernán González      | 2000-2009                                  | 179        |
| Héctor Araujo        | 1967-1972                                  | 178        |
| Martín Ríos          | 2011-2014                                  | 178        |
| Nahuel Pansardi      | 2008-2012; 2016-2017                       | 176        |
| Ariel Codina         | 1996-1999; 2000-2001                       | 171        |
| Juan Carlos Raña     | 1993-1994; 1995-2000                       | 161        |
| Javier González      | 1995-1996; 1998-2000; 2002-2004; 2006-2007 | 160        |
| Javier Umbides       | 2002-2004; 2005-2007                       | 156        |
| Mario Aguilar        | 1998-2000; 2002-2005; 2015                 | 147        |
| Cristian Bravo       | 2001-2005                                  | 146        |

### Máximos goleadores
| Futbolista            | Goles | Periodo                                    |
| --------------------- | ----- | ------------------------------------------ |
| Maximiliano Susán     | 109   | 1906-1920                                  |
| Marcelo Vázquez       | 64    | 1980-1984; 1986-1989                       |
| Juan Martín           | 58    | 2006-2008; 2014                            |
| Cristian Yassogna     | 56    | 2008-2014                                  |
| Carlos Toloza         | 44    | 1973-1978                                  |
| Osvaldo Omar Pérez    | 44    | 1970-1975                                  |
| Diego Figueroa        | 44    | 2012-2013; 2015-2021                       |
| Juan Calicchio        | 37    | 1946                                       |
| Claudio Manuel López  | 37    | 1986-1992; 1994-1995                       |
| Eduardo Cicarello     | 35    | 1977-1981; 1984                            |
| Lucas Martella        | 35    | 2003-2008; 2009                            |
| Juan Carlos Bravo     | 34    | 1970-1977; 1980                            |
| Facundo Pereyra       | 33    | 2006-2008; 2010; 2021-2022                 |
| Manuel Gerez          | 31    | 1975-1985                                  |
| Hugo Cortés           | 31    | 1976-1985                                  |
| Luis Ugarte           | 31    | 1976-1978                                  |
| Ever Zárate           | 28    | 1999-2006; 2007; 2009-2010                 |
| Roberto Osvaldo Díaz  | 27    | 1973-1974                                  |
| Mario Aguilar         | 26    | 1998-2000; 2002-2005; 2015                 |
| Alberto Gizzi         | 25    | 1980-1981                                  |
| Hugo Gentiletti       | 24    | 1972-1973                                  |
| Antonio Valleta       | 24    | 1970-1971                                  |
| Bernardo Parachu      | 23    | 1944                                       |
| José María Baldovino  | 23    | 1975-1986                                  |
| Javier González       | 22    | 1995-1996; 1998-2000; 2002-2004; 2006-2007 |
| José Alberto Esposito | 22    | 1984-1986                                  |
| Javier Umbides        | 22    | 2002-2004; 2005-2007                       |
| Juan Pablo Ruiz Gómez | 21    | 2018-2019; 2020-2021                       |

## Entrenadores

### Cuerpo técnico
| Cuerpo técnico |
| |
| - Entrenador: Andrés Montenegro - Ayudante de Campo: Alexis Rostagno - Preparador Físico: Ezequiel Martinez - Analista de Video: - Entrenador de Arqueros: Dardo Cortes - Entrenador del Selectivo: Claudio Rodríguez - Director Deportivo: Guillermo Aldaz - Médico: Hernán Herrera - Kinesiólogo: Adrián Monasterio - Masajista: Pablo Larroque - Utilero: Mario Roldan |
| |

## Presidentes

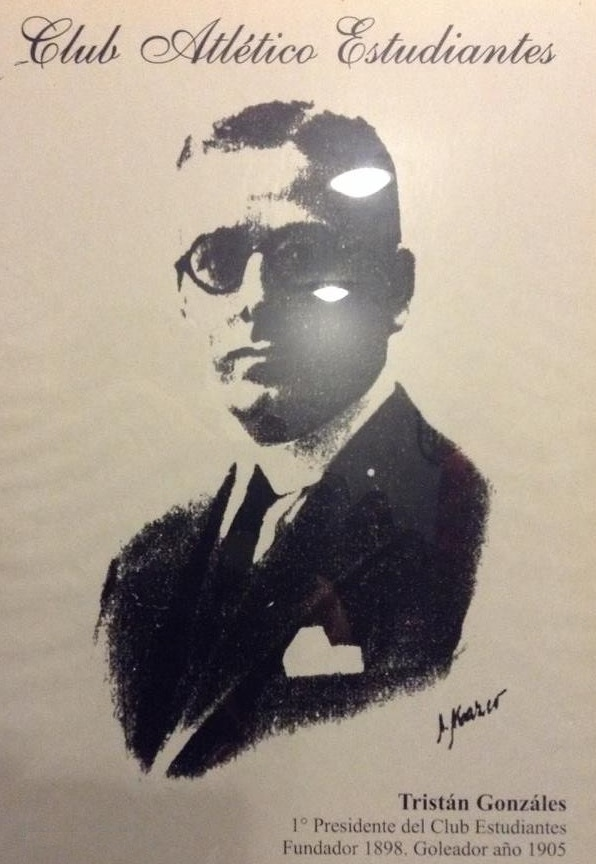
Retrato de Tristan Gonzáles, socio fundador y primer presidente del club. Integró la plantilla de jugadores durante el amateurismo, resultando goleador del Campeonato de Primera División 1905.

A lo largo de toda la historia del club, desde su fundación en 1898, fueron 51 los presidentes encargados de conducir los destinos institucionales del club, aunque algunos de ellos en varios mandatos. Muchos aportaron acciones para que la entidad fuera creciendo con el paso de los años. Algunos quedaron más en la memoria de los hinchas del club, porque se lograron títulos bajo sus conducciones, o por el hecho de haber realizado obras destacadas.
Tristán Gonzáles, uno de los fundadores del club, fue el primer presidente de la institución aunque al concluir su mandato fue jugador del club durante los primeros años del siglo XX convirtiéndose en el goleador del campeonato en 1905. Mario Andersen, fue quien más tiempo ejerció la presidencia con un total de once años al frente de la institución en dos ciclos, el primero data de 1993 a 1994 y el segundo desde el año 2000 hasta 2008. José Valenti también tuvo un largo período al mando del club totalizando nueve años; su primer ciclo fue desde 1950 a 1955 y su segundo y último ciclo fue de 1964 a 1966. Por su parte, en las presidencias de Juan Fitz Simón, Héctor Bozetti, Pablo Lavener, Ángel Beiró, Juan Carlos Ferlando, José Valenti, Juan Zanella, José Di Prinzio y Mario Andersen fueron en las cuales hubo mayores logros deportivos.

### Cronología
| Período   | Presidente       |
| 1898-1902 | Tristán Gonzáles |
| 1902-1905 | Juan Fitz Simón  |
| 1905      | D. W. S. Harris  |
| 1906-1914 | Héctor Bozetti   |
| 1915-1923 | Honorio Tolosa   |
| 1924-1929 | José Balbi       |
| 1930      | Ángel Beiró      |
| 1931      | Manuel Córdoba   |
| 1932      | Silvio Serra     |
| 1933-1938 | Juan Casella     |
| 1939      | Ángel Piraino    |
| 1940-1942 | Pablo Lavenir    |
| 1942-1943 | Ángel Beiró      |
| 1944      | Jorge Zeballos   |
| 1945      | Jorge Lavenir    |
| 1946      | Jorge Zeballos   |
| 1947      | Julio Pordelanne |
| 1948      | Mario Ragazzi    |
| 1949      | Pablo Lavenir    |

| Período   | Presidente            |
| 1950-1955 | José Valenti          |
| 1956-1957 | Juan Zappia           |
| 1957      | Mario Ragazzi         |
| 1958      | Alfredo Magnacca      |
| 1959-1961 | Miguel Sinardi        |
| 1962      | Juan Zobra            |
| 1963      | Juan Carlos Ferlaino  |
| 1964-1966 | José Valenti          |
| 1967      | Víctor Sinardi        |
| 1968-1970 | Carlos Devesa         |
| 1971      | Francisco Galatti     |
| 1972      | Juan Bodrato          |
| 1973      | Luis Antonio Asenjo   |
| 1974-1976 | Francisco Galatti     |
| 1977-1978 | Juan Zanella          |
| 1979      | Óscar Ioppolo         |
| 1979-1980 | Juan Bodrato          |
| 1980-1982 | Humberto Viviani      |
| 1983      | José Rodríguez Blanco |

| Período       | Presidente            |
| 1984          | José María Maggiani   |
| 1985-1991     | Carlos Jofre          |
| 1992-1993     | Óscar Ioppolo         |
| 1993          | Raúl Torres           |
| 1994-1995     | Mario Andersen        |
| 1995-1996     | Carlos Jofre          |
| 1996-1998     | José Di Prinzio       |
| 1998          | Enzo Giacomelli       |
| 1998-1999     | José Di Prinzio       |
| 1999-2000     | Luis Montesi          |
| 2000-2008     | Mario Andersen        |
| 2008-2009     | Pablo Roge            |
| 2009          | Roberto Pancaldi      |
| 2009-2010     | Eduardo Rossetto      |
| 2010-2014     | Fernando Isla Casares |
| 2015-2018     | Jorge Vignoni         |
| 2018-Presente | Jorge Barrios         |

### Comisión directiva
La Comisión Directiva de Estudiantes está compuesta por:
| Comisión Directiva |
| |
| - Presidente: Jorge Barrios - Vicepresidente 1°: Mario Giacomini - Vicepresidente 2°: Leonardo Hammoud - Vicepresidente 3°: Fernando Jiménez - Secretario General: Walter Altamirano - Prosecretario General: Jorge Vignoni - Secretario de Actas: Leonardo Lombardi - Tesorero: Juan Yánez - Pro-Tesorero 1º: Gabriel Forastieri - Pro-Tesorero 2º: Oscar Matías - Vocales: Pablo Guerra; Jorge Altamirano; Daniel Ghignone; Martin Vignoni; Leandro Matias; Hernan Figueroa; Matias Altamirano; Walter Botti; Ignacio Arias; Lucas Hernán Leyria; Fernanda Ramírez. - Vocales Suplentes: Daniel Rey; Matias Junco; Juan Vitar; Araceli Mercadal; Jorge Grigorakis. - Revisores de cuentas: Ariel Darío López; Leonardo Foresi; Jorge Suanni; Lucas Papaconstantinu; Matias Giacomini; Gustavo Seitz. |
| |

## Palmarés

### Torneos nacionales
| Campeonatos nacionales (7) | Títulos                                      | Subcampeonatos                         |
| -------------------------- | -------------------------------------------- | -------------------------------------- |
| Primera División (0/2)     |                                              | 1907 y 1914                            |
| Segunda División (2/2)     | 1906 y 1977                                  | 1902 y 1903                            |
| Tercera División (5/5)     | 1903, 1904, 1942, 1966 y 1999/2000. (Récord) | 1965, 2006/07, 2010/11, 2015 y 2017/18 |
| Cuarta División (0/2)      |                                              | 1962 y 1963                            |

| Copas nacionales (2)                       | Títulos | Subcampeonatos    |
| ------------------------------------------ | ------- | ----------------- |
| Copa de Competencia Jockey Club (1/1)      | 1910    | 1911              |
| Copa Competencia de Tercera División (1/0) | 1904    |                   |
| Copa de Honor (0/3)                        |         | 1906, 1909 y 1913 |
| Copa Bullrich (0/1)                        |         | 1903              |

| Torneos nacionales amistosos (3)          | Títulos | Subcampeonatos |
| ----------------------------------------- | ------- | -------------- |
| Copa Amistad (1/0)                        | 1964    |                |
| Copa Orígenes (1/0)                       | 2013    |                |
| Copa Ciudad de Bariloche (1/0)            | 2020    |                |
| Copa Centenario Estudiantes Caseros (0/1) |         | 1998           |

### Torneos internacionales
| Copas internacionales | Títulos        | Subcampeonatos |
| --------------------- | -------------- | -------------- |
| Cup Tie Competition   | No se definió. | No se definió. |

| Torneos internacionales amistosos (1) | Títulos | Subcampeonatos |
| ------------------------------------- | ------- | -------------- |
| Copa Hermandad (1/1)                  | 2018    | 2008           |
| Copa Loveday (0/1)                    |         | 1909           |

## Fútbol femenino
El equipo de fútbol femenino de Estudiantes compite oficialmente en AFA desde el año 2018, su debut fue en la temporada 2018-19 de la Segunda División. En la temporada 2021 se consagraron campeonas de la categoría y lograron el consiguiente ascenso. Desde entonces el club disputa la Primera División.

### Datos del club
- Temporadas en Primera División: 2 (2022 — )
- Temporadas en Segunda División: 4 (2018-19 — 2021)

## Otras actividades
- Acrobacia.
- Aeróbica.
- Aerobox.
- Ajedrez.
- Boxeo.
- Danza clásica.[218]
- Fútbol amateur.
- Fútbol femenino.
- Fútbol infantil.
- Fútsal femenino.[219]
- Balonmano.
- Gimnasia artística.[Nota 3]
- Karate.
- Kobudo.
- Natación.[Nota 3]
- Patinaje artístico.
- Taekwondo.
- Voleibol.[Nota 3]
- Yoga.[218]
- Zumba.